# リューリク (装甲巡洋艦・2代)
リューリク（ロシア語: Рю́рикъ [ˈrʲurʲɪk リューリク]）は、ロシア最後の装甲巡洋艦である。第一次世界大戦開戦時には、ロシア帝国海軍バルト艦隊の旗艦であった。ロシア革命後はロシア帝国から臨時政府に所有が移り、その後ロシア共和国を経てロシア・ソヴィエト共和国に保有された。
ロシア海軍では当初は一等巡洋艦（крейсер I-го ранга）に分類されたが、1907年9月27日 付けの海軍艦船分類法改正で装甲巡洋艦（броненосный крейсер）、1915年7月16日 の海軍艦船分類法改正で巡洋艦（крейсер）に類別を変更された。
艦名は1852年以降ロシア海軍で切れ目なく受け継がれてきた 由緒ある名で、ノヴゴロド・ルーシの統治者でロシア最初の王朝 の始祖とされるリューリク公に由来する。
ロシア史上、実質的に最後にして最大最強の装甲巡洋艦であり、造船技術史上は戦列巡洋艦 への過渡期に当たる艦とされている。
リューリクの乗員たちを、リューリコフツィ（рюриковцы） と称した。

## 概要

### 計画
日露戦争が開戦すると、太平洋連合艦隊 の補充のため、海軍省は信用貸しで新しい巡洋艦を建造することにした。この艦は、1907年から1911年度の「小規模」艦船プログラムの枠内で建造されることになった。艦は砲塔を持つ排水量15000 t級の装甲巡洋艦で、1895年にバルト工場によって提案されて建造されたペレスヴェート級艦隊装甲艦 の発展型という構想であった。設計は海軍技術委員会（MTK）で行われたが、委員会は日露戦争で得られた巡洋艦の艦隊任務と実戦経験に基づく最新の観点を考慮しながら、他国の海軍の装甲巡洋艦との戦闘能力の比較検討を重ねたため、艦の起工は日露戦争終結までには間に合わなかった。
日露戦争が終結したとき、ロシア帝国海軍は持てる装甲巡洋艦群に大打撃を被っていた。早急に新しい装甲巡洋艦を揃える必要に迫られたが、それゆえに新型艦の設計の完成を待っている時間はなく、戦前にフランスで建造された装甲巡洋艦バヤーンをモデルにした3 隻の装甲巡洋艦を大至急発注することになった。戦争終結を待たずして1 隻がフランスで、残る2 隻がロシアの造船所で起工した。その最初の艦の名からアドミラール・マカーロフ級と呼ばれる再生産型バヤーン級装甲巡洋艦は、しかしながら日露戦争の戦訓を取り入れた設計ではなく、もはや初めから時代遅れのものになることがわかりきった艦であった。
これらの艦で間を稼ぎつつ、ロシアは日露戦争の血の戦訓を取り入れた新しい装甲巡洋艦の設計を続けた。海軍上層部はアドミラール・マカーロフ級では重要な任務を遂行するには心許ないと考えており、戦列艦隊との協同作戦を遂行できる強力な巡洋艦を要求した。その設計は、皇帝ニコライ1世海軍技術学校出身の若い技師V・P・コステーンコの計画論文を基に構想された。彼は自身の卒業論文で新しい軽量高速装甲巡洋艦計画について研究しており、日露戦争では艦隊装甲艦オリョールの建造に携わって戦場まで赴き、日本軍の捕虜となった経験があった。戦後は、1906年に新しい艦隊装甲艦アンドレイ・ペルヴォズヴァーンヌイの建造に補佐官として参加していた。
この時期、国内産業だけでは海軍再建を賄いきれないと考えた海軍省は海外への発注を増やし、また海外企業との共同開発を積極的に行っていた。この時期のみならず、ロシアでは国内経済が外国資本に依存していたこと、外国からの借財がなければ成り立たない状態であったことも外国への艦船発注の要因であった。こうした伝統と目下の経済情勢の中、新型巡洋艦の1番艦の受注も、ロシア海軍から多大な期待を寄せられたイギリスのヴィッカース＝アームストロング社が勝ち取ることとなった。新型巡洋艦の設計は、ヴィッカースとの共同作業で完成された。

### 建造
新型巡洋艦は1905年8月1日付けでバルト艦隊 に登録、同年8月9日にイギリス・バロー＝イン＝ファーネスのヴィッカース＝アームストロング社造船所にて起工した。
建造中の新型巡洋艦にはN・O・エッセン海軍大佐が任命され、艦の不沈性の改善についての発言を任せられた。その提言は海軍記述委員会議長A・N・クルィローフの助言によっていた。彼はまた、砲塔装置の信頼性向上についてのヴィッカースの契約不履行を指摘し、イギリスにおける全砲塔の完全な作り直しについての要求を通した。その作り直しのため、1907年にはクルィローフの依頼によってロシアから若い艦船技師のコステーンコ が呼ばれ、建造の監督官に任ぜられた。新型巡洋艦の水密性の試験は、その必要と戦前に建造されたリューリク、ロシア、グロモボーイへの検証に応じて、厳しく続けられた。結果として、艦が文句の付けようのないほどに優れた生存性を獲得したということは、のちの実戦において明らかになった。
なお、サンクトペテルブルクにてアドミラール・マカーロフ級の2番艦パルラーダと3番艦バヤーンを建造することになっていたS・K・ラートニク建艦主任技師もイギリスに派遣され、リューリクの建造に立ち会った。ラートニクの目的は、イギリスの造船を研究し、国内での建造における事故を回避することであった。
1906年11月4日には進水し、1908年8月に軍艦旗を掲揚し、ロシアへ向かって出航した。艦名は、日露戦争で英雄的な最期を遂げた先代の装甲巡洋艦リューリクからその名を受け継いだ。クロンシュタットに到着すると、1908年9月23日には皇帝ニコライ2世自らの視察を受けた。
その後、搭載砲の検査が1908年9月27日に実施された。しかしながら、この検査で数々の不具合が露見し、艦の建造は遅れることとなった。すなわち、全砲塔の円筒形剛部とその固定具や可動する結合部について補強と部分的な作り変えが必要となり、203 mm砲塔の下部の甲板装甲へも補強が必要となった。そのため、艦隊への正式な編入は1909年7月となった。

### 武装
合わせて4 門の50口径10" 砲 を主砲として艦首と艦尾にそれぞれ1 基ずつ連装砲塔に配置し、同じく連装砲塔形式で計8 門の50口径8" 砲 を中間砲として両舷前後に1 基ずつ搭載、加えて水雷艇迎撃用のII式50口径120 mm砲を20 門搭載した。巡洋艦としては当時世界でも最も強力な部類に入るイタリア海軍のピサ級装甲巡洋艦を凌ぐ武装を備え、主砲の威力は一昔前のペレスヴェート級艦隊装甲艦を凌ぐほどであった。

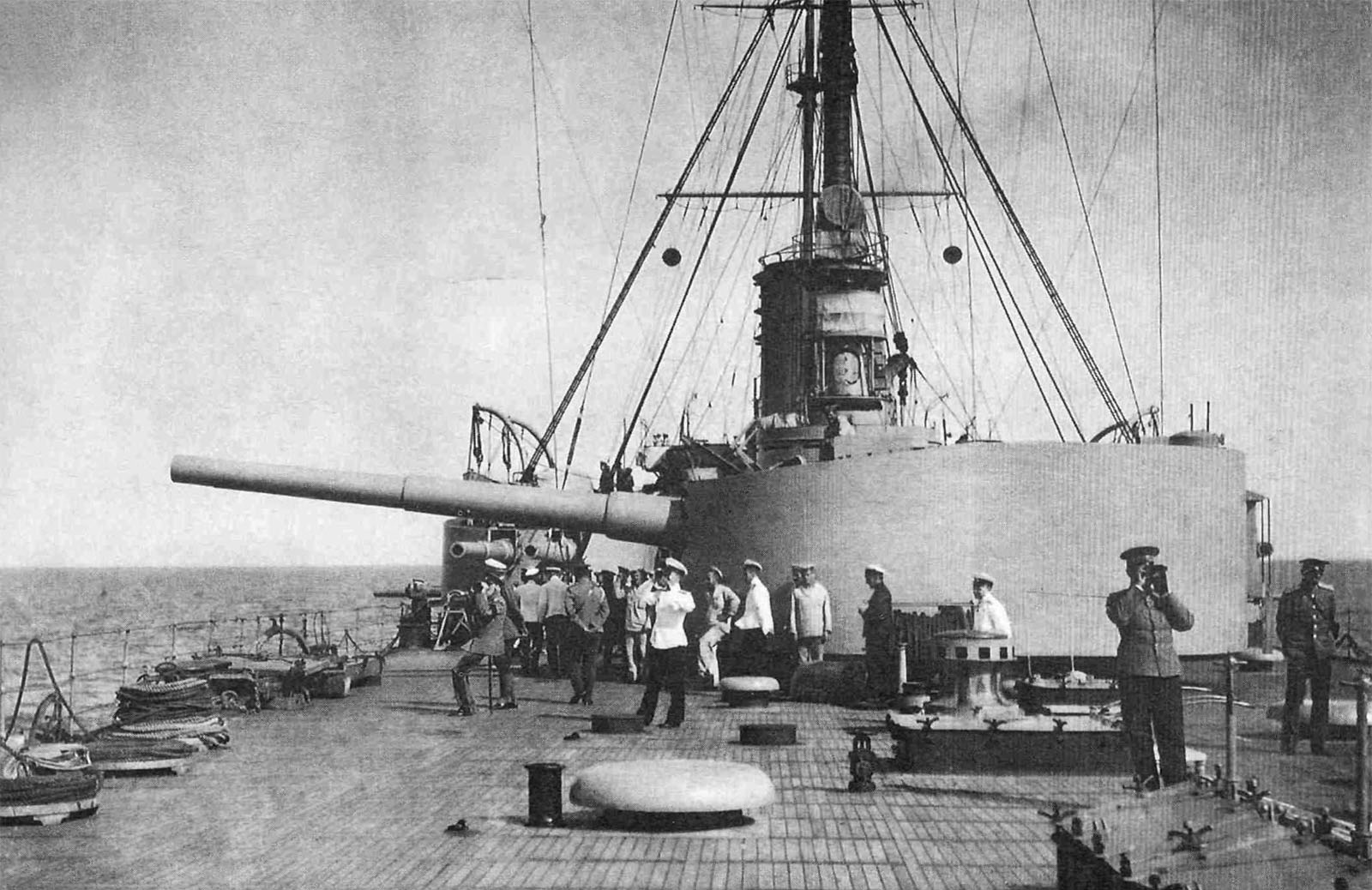
1911年7月19日、軍事知識愛好家協会員の観覧を受けるリューリク。艦尾主砲塔が左舷を睨む。

主砲の50口径10" 砲 はヴィッカース製のライフル砲で、施条線部は10249 mmの長さを持つ長身砲であった。砲弾重量は225.2 kgで、45口径10" 沿岸砲と共通の仕様になっていた。砲弾種類は、1907年式徹甲弾、1907年式榴弾、ならびにほかの従来型砲弾が使用可能であった。1907年式砲弾を使用した場合の射程は、射角+21 度で18520 m、+40 度で22224 mであった。発射速度は、毎分2 発であった。水圧駆動主体のイギリス設計では珍しく主砲塔の旋回・砲身の上下はともに電動式で、-5 度の俯角から+35 度の仰角まで上下できた。可動速度は、旋回・砲身の上下ともに毎秒2 度で、主砲塔は艦首尾方向を0 度として左右150 度の旋回角度があった。射撃反動は、最大で686 mmであった。主砲塔の運用には、30 名の人員を必要とした。

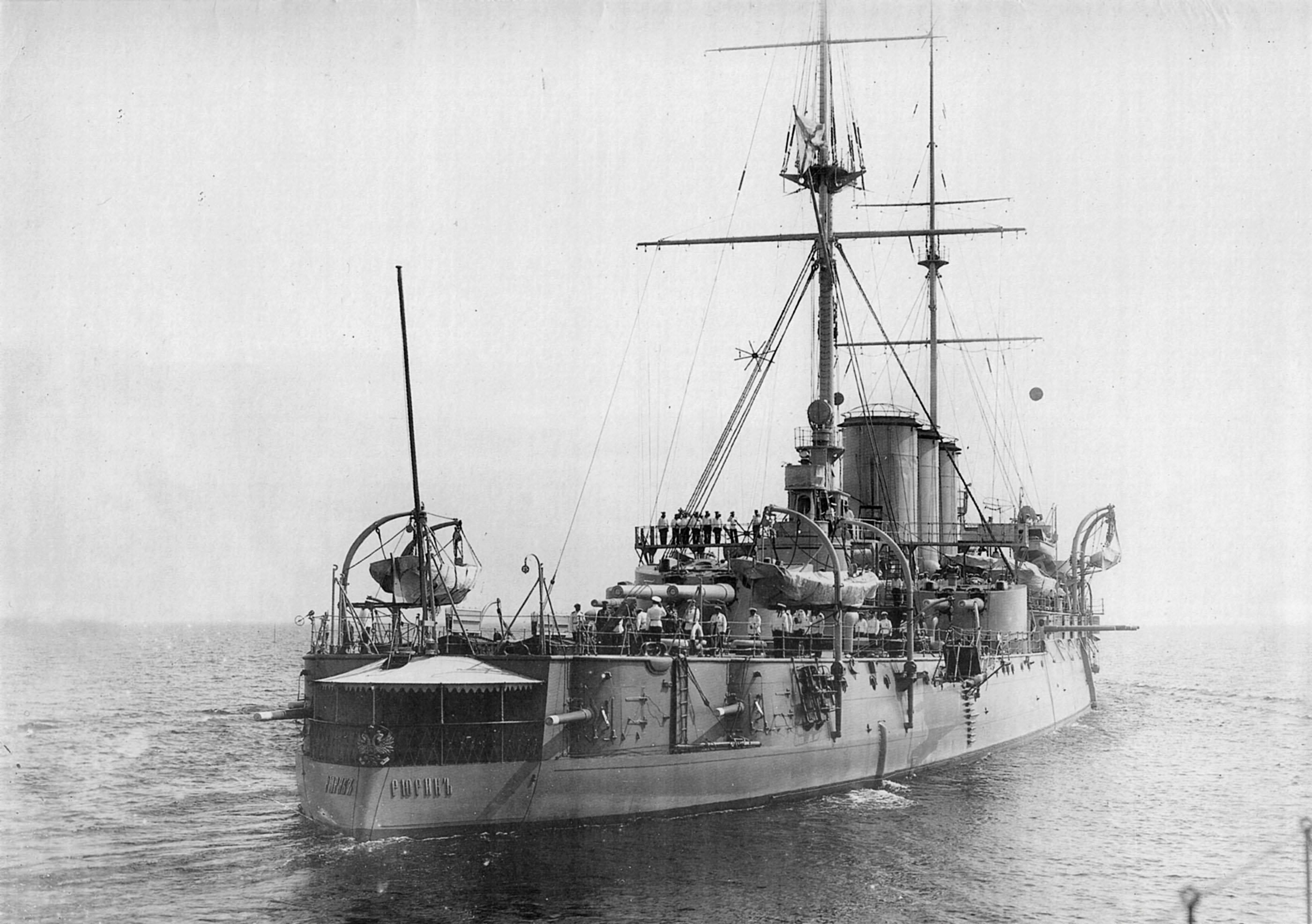
1912年の撮影。船尾から突き出して見えるのが120 mm砲。主砲塔、副砲塔も見える。

中間砲の50口径8" 砲 は同じくヴィッカース製のライフル砲であり、1900年代以降のロシアの標準的な中口径砲であった。当時ロシアで最新型の主力艦であるエフスターフィイ級とアンドレイ・ペルヴォズヴァーンヌイ級の4 隻 では中間砲として使用されており、また改修後の装甲巡洋艦ロシアや練習艦ピョートル・ヴェリーキイ、港湾警備船シノープでは主砲として使用されていた。その射撃速度は毎分3 発であった。リューリクはこれを連装砲塔形式で搭載していたが、その砲塔は主砲塔と同じ構造を有していた。また、それは同時期に建造された艦隊装甲艦アンドレイ・ペルヴォズヴァーンヌイの副砲塔とほとんど同じであった。砲身は-5 度から+25 度の射角をつけることができ、砲塔は艦首尾方向を0 度として左右135 度の旋回角度を持っていた。旋回・俯仰速度は、毎秒2 度であった。給弾装置は、歯車式装置1 基が設置されていた。射撃反動は通常で483 mm、最大で533 mmであった。装甲は、垂直面で178 mm、天蓋で51 mmであった。副砲塔の運用には、1 基当たり26 名の人員を必要とした。
II式50口径120 mm砲もやはりヴィッカース製の速射砲で、-10 度から+20 度の俯仰角を持っていた。砲弾の種類によるが、最大で+20 度の仰角で13900 mの射程を持っていた。射撃速度は、毎分10 発であった。これを、リューリクは装甲砲座 に片舷にそれぞれ10 基ずつ装備した。死角のなきよう、速射砲の配置は船体前部の装甲砲座に5 門ずつ、中部の装甲砲座に3 門ずつ、艦尾区画に2 門ずつとなっていた。運用には、1 門当たり10 名の人員を必要とした。
従来型の43口径47 mm単装砲も4 門だけ搭載された。これは、射撃速度毎分19 発の対水雷艇用速射砲であった。運用には、1 門当たり5 名の人員を必要とした。

### 上部構造

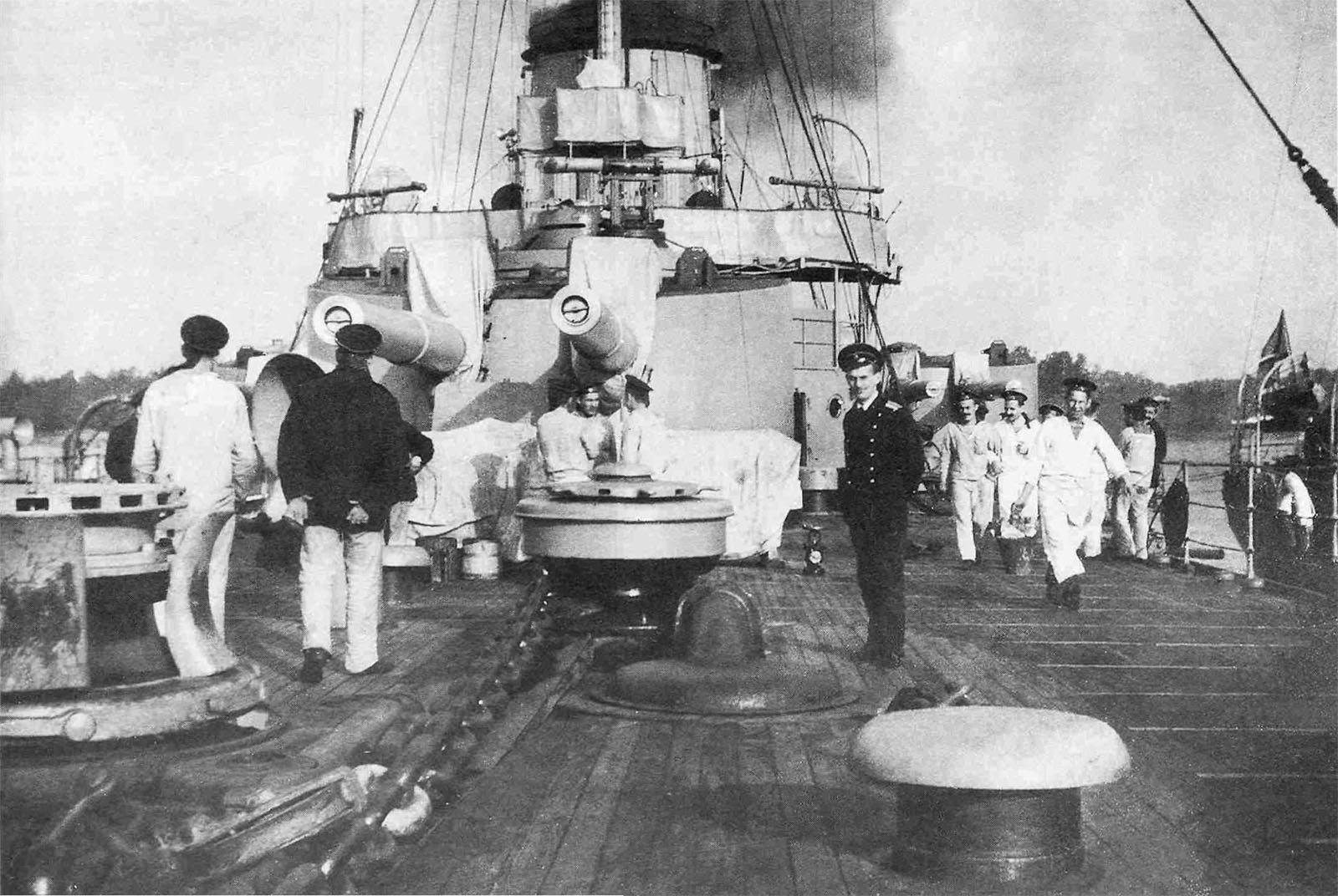
1916年のリューリクの前甲板。前部艦橋上には大小3 基の測距儀が設置されており、布に覆われた探照燈も見える。

イギリスからの回航時、マストは船体後部に設置された単脚式の大檣1 本のみで、前部艦橋の後ろには信号燈のための簡素な支柱が装備されていた。しかし、リューリクの元の設計では船尾以外にグロモボーイのように戦闘司令塔前部に前檣を持つ、2 本マスト式になっていた。これには重量軽減という目的があったが、それ以上に、日露戦争直後に起こった「マストは1 本で必要かつ十分である」という当時一世を風靡していた思想によるものであった。この考えに従い、日露戦争後の一時期、艦隊装甲艦ツェサレーヴィチ、巡洋艦グロモボーイとボガトィーリは実際に後部の大檣1 本のみを装備していた。また、リューリクと同時期に建造されたアドミラール・マカーロフも船体中央部に1 本の大檣を持っていた。このほか、1907年時点でのアンドレイ・ペルヴォズヴァーンヌイの設計や、1909年から1910年にかけて改装された小型の巡洋艦ジェームチュクも1 本マストを採用していた。前者はアドミラール・マカーロフ式で中央に1 本、後者はリューリク式で後檣のみであった。
リューリクもこの時期の潮流に合わせて1 本マストの大型艦として建造されたが、この時期のロシア巡洋艦についてはマストの数が設計段階で右往左往しており、元の設計ではリューリク、アドミラール・マカーロフとも従来通りの2 本マストの予定であった。それが、1905年7月28日に新しく海軍大臣に就任したA・A・ビリリョーフ海軍中将の指令によって、リューリク、アドミラール・マカーロフ、それに改修工事中のオレークのマストは単檣式とされることになった。同年8月23日、海軍技術委員会はオレークのマストを1 本の低い軽量マストに変更する決定を採択した。続いて、バヤーンとパルラーダについての疑問が出されたが、これらは2 本マストのまま完成されることになった。こうなると、今度はリューリク、アドミラール・マカーロフ、それにオレークのマストを2 本に戻すべきかという疑問が生じた。1907年1月11日にI・M・ジコーフ海軍大将が海軍大臣に就任すると、1905年7月28日の決定は無効であるという決定が下された。
1908年初頭には、海軍総司令部は2 本マストへの方向転換を始めた。「射撃管制の便宜のため、2 本マスト」とし、「それぞれに高さ100 ftの位置に長距離射撃の管制のための観測所を設置する」という基本方針が定められた。さらに、同年6月26日付けの海軍総司令部から海軍大臣への報告書では、「すべての軍艦について同一のシルエットを得ることと射撃管制のため、艦船に2 本の軽量マストを設置するということへの、海軍大臣の承認を請願する」と記された。この請願は承認され、リューリク、アドミラール・マカーロフ、オレークともに1 本のマストを追加して2 本マストとすることになった。
1909年1月8日に海軍大臣がS・A・ヴォエヴォーツキイ海軍中将に交代し、同年2月にI・K・グリゴローヴィチ海軍中将がその副大臣に就任すると、グリゴローヴィチはマストは1 本式を採用すると確認した。同年3月17日にクルィローフ技師は、アドミラール・マカーロフは船体中央部に1 本の大檣、リューリクとオレークは船尾に1 本の大檣を持ち、後2者はさらに戦闘司令塔付近に信号燈用の支柱を持つ、という報告をした。結局、これらの艦は単檣式で竣工したのである。
しかし、大型艦は単檣とするという風潮は長くは続かなかった。実際に運用してみると、第2マストの廃止はまったく失敗であったということが明らかになった。大檣が航法艦橋から離れていたため、艦隊での航海におけるタイムリーな信号の発信について困難が生じる場合があった。リューリクは信号燈用の支柱を持っていたものの、アドミラール・マカーロフにおいてこの不具合は特に顕著で、しばしば的確な信号の発信がまったく不可能ですらあった。第2マストの欠如はまた、射撃補正に必要な第2の観測所を艦に設置できないという問題を生じた。報告書によれば、「空中電線容量」の減少のために「無線連絡も縮小された」。また、問題はマストだけではなかった。上層甲板に設置された艦橋も「完全な役立たず」であった。至る所ひびが入り、至る所で甲板から剥がれており、半年ほどのあいだ、艦橋の下へ水が自由に出入りするのを防ぐため、錆を促進するために部分的に塗料を塗られていた。
一方、2 本マストで完成されたバヤーンとパルラーダでは、それぞれのマストに固定式の観測所が設置され活用されていた。このような設備がリューリクやアドミラール・マカーロフにもあるべきだと考えられたが、その理由のひとつには、皇帝自身がそれを命じたということもあった。1909年夏には、海軍副大臣はリューリクとアドミラール・マカーロフの上層甲板上の艦橋を、バヤーンやパルラーダのような「寄木式の」木製艦橋に換装するという指令を出した。
数々の問題解決ためにリューリクやアドミラール・マカーロフへ前檣を設置する改修工事が施されることになった。リューリクでは、1910年の修理の際に戦闘司令塔後部に単檣式の軽量マストが設置された。その喫水線からマスト先端までの高さは、大檣と同じ45.7 mに合わせられた。中程には、小さいながらも観測所が設けられた。この改修工事は、大した困難は生じなかった。後年、1917年に修理を受けた際には前檣は三脚式に改修され、左右に脚を広げた2 本の支柱が追加された。その構造ははるかに頑丈になり、新しい空間にはより正確な着弾補正計算を行うための前檣望楼が設置された。
マストの変更が行われた関係で、その帆桁も変更を受けた。当初、艦は両檣に長い主帆桁と上檣桁を持っていた。その後、戦時中に上檣桁は無線アンテナのために残されたが、主帆桁は前檣望楼下の1 本だけに変更された。短縮された前檣の主帆桁は、信号旗や可動風船の掲揚のために使用された。
なお、リューリクの大檣と後部艦橋とのあいだには1 基の探照燈が設置されていた。のちには、前部の戦闘司令塔横のウイング上に左右に1 基ずつ探照燈が設置された。

### 船体

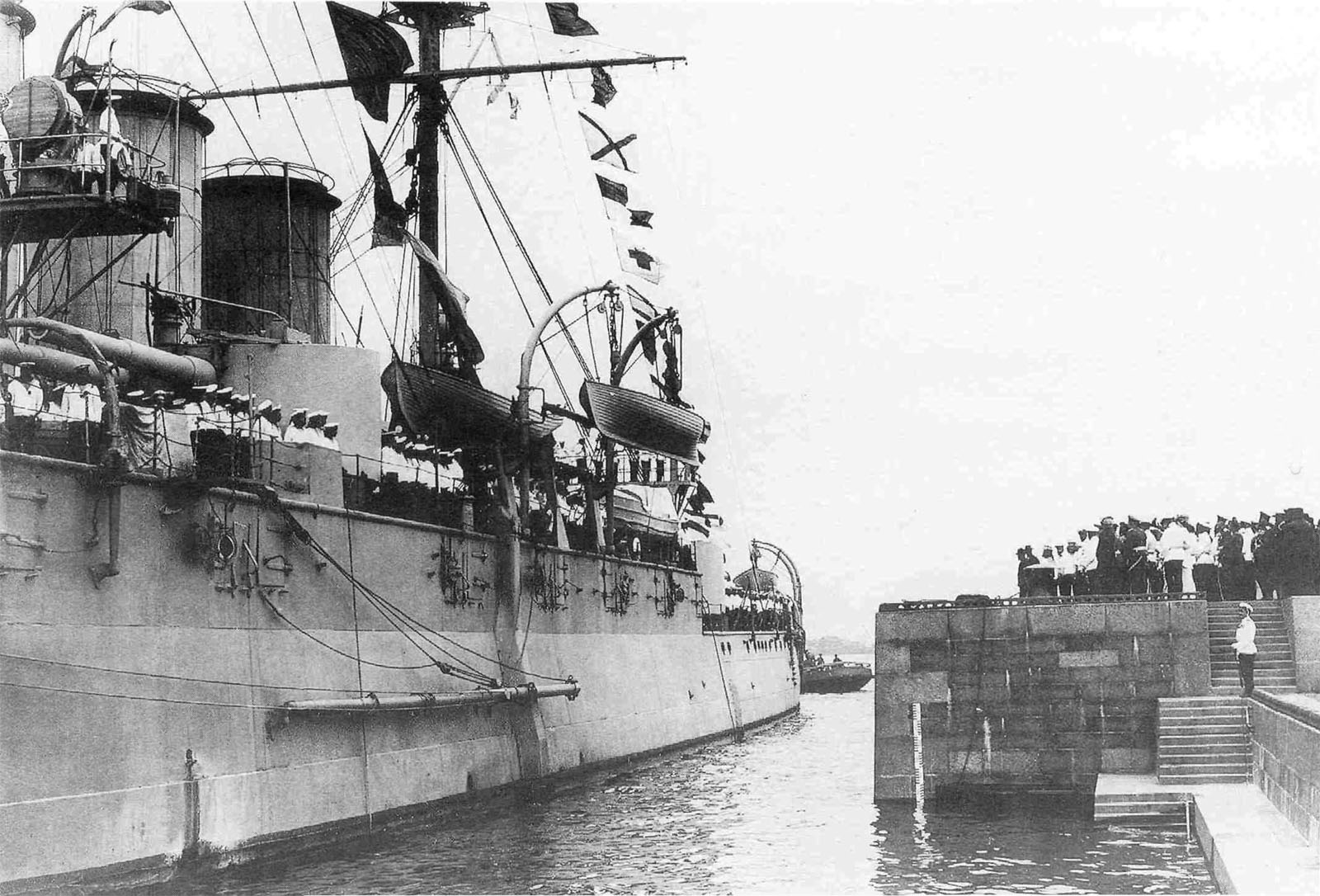
1914年6月1日、クロンシュタットのアレクセーエフスキイ船渠開設式典におけるリューリク。左手に艦橋ウイングの探照燈、副砲塔が見える。

対馬海戦 の戦訓に基いて設計された防御装甲は完全に満足すべき水準であり、同クラスの艦の砲撃には充分耐えられる能力を持っていた。2 列の装甲板はほぼ全域にわたって船体舷側の水上部分を防御していた。装甲厚は、同世代のイギリス巡洋艦のそれを凌いだ。対魚雷防御システムも近代化され、頑丈な船体構造を持っていた。対水雷隔壁は、外板から3.4 mの位置に設置された。船体の傾斜やトリム を是正するために、端部隔室は水密区画とされた。この隔室には、室内に速やかに水を充填したり、排水したりできるよう特別のポンプが備え付けられていた。加えて、舷側隔室はバイパス水路を通じて反対側の隔室とつながっていた。その優れた資質として、艦の不沈性確保のために先進的なシステムが採用されたことも挙げられた。また、弾薬庫には当時としては先進的な消火用スプリンクラーが設置してあった。艦首には、延長された衝角が装備されていた が、この装備は当時すでに時代遅れとなりつつあった。
動力機関は、垂直式4気筒3段膨張型レシプロ機関2 基を搭載した。排気用煙突は3 本であった。28 基搭載する水管ボイラーは、17.5 kg/cm気圧の石炭・重油混焼式であった。
全体的に優れた設計であったが、低い速力が長所を損なっていた。新型巡洋艦の速力はせいぜい21 knで、結果として、艦はのちに就役した新しい弩級戦列艦と協同行動を取ることができなくなった。速力不足のほかにも、垂直方向からの防御が主砲口径に比べて不十分であることも指摘された。それでも、リューリクが建造時のロシア艦隊で最も強力で近代的な巡洋艦であることに変わりはなかった。

### 評価
ロシア帝国で新型装甲巡洋艦が計画されていた頃、世界各国でも同様の装甲巡洋艦が整備されていた。日露戦争中、およびその直後のロシア帝国の分析官たちは、同時代の各国の装甲巡洋艦との比較分析のために各艦の詳細を記した要綱を作成する必要があると考えていた。彼らは、次のような要綱を作成した。
アメリカ合衆国では、1900年に計画されたペンシルヴェニア級装甲巡洋艦が1908年まで建造された。合わせて6 隻の同級は、アメリカの航洋型巡洋艦シリーズに共通して言えるように、リューリクと比較した場合、対抗し得るのは速力だけで、武装と装甲は根本的に劣っており、設計全般が明らかに精彩を欠いていた。ロシアの分析官らはペンシルヴェニア級の次のテネシー級装甲巡洋艦を俎上に載せていないが、同じく1908年までの時期に4 隻建造された同級は、40口径10" 砲を連装砲塔形式で4 門搭載していた。それでも、主砲口径長が短いこと、中間砲が6" と劣ること、舷側装甲も最大5" と全般的にリューリクより劣っていた。司令塔と主砲塔の装甲は勝っていて、リューリクより優れる9" の厚みを持っていた。
ドイツ帝国の大型巡洋艦シャルンホルスト級大型巡洋艦は前のローン級大型巡洋艦の純粋強化型に留まっており、火力、防御装甲の水準ともにはるかにリューリクより劣っていた。リューリクと比肩し得るのは、ドイツ最後の装甲巡洋艦ブリュッヒャーだけであった。これとリューリクとは、バルト海における戦役にて好敵手となり得る潜在性を持っていた。片舷8 門の45口径210 mm砲 を有するブリュッヒャーは片舷4 門の10" 砲を有するリューリクに譲っていたが、その1 発当たりの砲弾重量は864 kg対900 kgであった。主砲と中間砲の斉射の場合その差はさらに広がり、ブリュッヒャーが210 mm砲8 門と150 mm砲 4 門で1044 kgであったのに対し、リューリクは10" 砲4 門と8" 砲4 門で1400 kgという優位を持っていた。しかしながら、ブリュッヒャーはその速力において完全にリューリクを圧倒していた。リューリクが21 knしか出せなかったのに対し、ブリュッヒャーは25 knの速力を持っていたのである。これが、戦局の決定要因となる可能性があった。両者はほとんど同じ排水量の艦であったが、ブリュッヒャーは劣った武装を持つ代わりにより優れた防御装甲を有していた。そして、はるかに優速であり、実戦ではリューリクより戦術上柔軟性に富んだ運用のできる艦であった。
日露戦争後の大日本帝国では、まったく独自に巡洋戦艦が発展していた。1904年6月には早くも旅順攻囲戦で失われた戦艦を補完するための巡洋戦艦が発注された。筑波型巡洋戦艦である。同級の性能は、当時の同クラスの艦の中で抜きん出ていた。前の浅間型装甲巡洋艦の基本設計を受け継ぎつつも、その主砲は戦艦と同じ12" 砲 4 門を採用していた。このような艦が、1907年には就役したのである。続いてより革新的な鞍馬型巡洋戦艦2 隻が建造された。同級では排水量を2000 t増加させるかわりに中間砲を従来の6" 砲 からより強力な45口径8" 砲に変更し、前後甲板両舷に連装砲塔形式で8 門搭載していた。両級の防御装甲は同じ設計であった。装甲帯は全域にわたり、178 mmから102 mmの厚みを持っていた。さらに、1908年に就役した鞍馬型巡洋戦艦の2番艦伊吹は、従来のレシプロ機関をやめて近代的な蒸気タービンを採用していた。
フランスはバヤーン級はじめロシアにいくつもの装甲巡洋艦を提供してきた先進国であったが、フランス海軍でリューリクに比較し得る艦はエドガー・キネ級装甲巡洋艦の2 隻だけであった。このタイプの艦は、フランス海軍ではこれが最後となった。同級は14000 t級の大型艦で、前のエルネスト・ルナンから設計を受け継いでいた。前級同様、巡洋艦最多の本数である6 本の煙突が外見上の特徴であった。1911年中にエドガー・キネ、ワルデック＝ルソーとも就役したが、周辺国の状況と比較した場合、その陳腐化は絶望的なレベルにあった。つまり、対抗すべきイギリス海軍はこのときすでに4 隻の巡洋戦艦を保有してなお5 隻を建造中であったし、ドイツ海軍も1 隻を就役させ3 隻を建造中であったのである。速力は23 knを有していたが、武装はあまり強力とはいえない50口径192 mm砲14 門で、連装砲塔形式で2 基、残りは単装砲塔形式で5 基ずつ両舷に並べていた。従って、片舷では同時に9 門の主砲を使うことができた。
イタリア王国では、1905年から1911年にかけてイギリス式設計を取り入れたピサ級装甲巡洋艦2 隻と改設計型のサン・ジョルジョ級装甲巡洋艦2 隻を建造した。排水量10000 t級の艦で、45口径10" 砲4 門を連装砲塔形式で船体両端の甲板に1 基ずつ搭載していた。また、中間砲として45 口径7.5" 砲8 門を連装砲塔形式で前後甲板両舷1 基ずつ搭載していた。従って、事実上リューリクの武装の基本配置を踏襲しているといえた。両級はイタリアの重量級艦としては高速の23 knを発揮し、従来艦と比べてはるかに信頼性の高い200 mmの防御装甲を持っていた。しかしながら、装甲帯幅があまりに狭かったことが欠陥であり、また水雷艇から艦を護る速射砲も数・口径ともに不十分で、なおかつ配置に失敗していた。また、両級は当初リューリク同様マストが後部の大檣1 本のみであったが、リューリク同様のちに前檣が増設されて2 本マストとなった。
リューリクの原産国と言えるイギリスは、リューリクに相当する艦としてマイノーター級装甲巡洋艦3 隻を整備した。これらは、リューリクと同じく1905年から1908年にかけて建造された。その主砲は4 門の50口径9.2" 砲 で、船体両端の甲板上に搭載された2 基の連装砲塔に収められていた。中間砲は50口径7.5" 砲 10 門で、それらを単装で装甲砲座に並べていた。火力は強力であったが、対水雷艇用に搭載した16 門の76 mm速射砲は非力で、配置にも失敗していた。それらは上部構造上や砲塔天蓋上に設置されていた。速力は23 knで、従来艦には劣らなかった。水平防御は完全にリューリクのものと同様で、装甲帯は中央部で152 mm、両端部で102 mmから76 mmであった。垂直防御は、不十分とされたリューリクよりも若干劣っていた。同時代のイギリスの分析官J・ロバーツの意見によれば、マイノーター級には再武装が必要で防御も不十分であったが、その全運用期間を通じて水兵のあいだではこれらイギリス最後の装甲巡洋艦の評判は上々であった。
リューリクの同世代艦を概観すると、次のような分析結果が出た。重量級の火砲を船体両端部に持ち、砲塔に収めた中間砲を有するというリューリクの武装は、航洋型巡洋艦の最後の世代としては典型的なものだといえた。4 門の10" 砲はもちろん日本の巡洋戦艦の主砲より劣っていたが、海軍技術委員会は欧米の海軍における航洋型巡洋艦武装の潮流をうまく読み取ることに成功したといえた。ただフランスだけが別の選択をしており、その違いは彼らは航洋型巡洋艦の大洋進出において、装甲巡洋艦の任務を戦列艦に付随する偵察艦と定めていたことに由来していた。対水雷艇用の火砲については、リューリクは他国の同世代艦を置き去りにした。ただ日本の巡洋戦艦だけがリューリクと同等の120 mm速射砲を持っていたが、数においては12 門から14 門と、20 門を持つリューリクよりはるかに少なかった。
防御においては、リューリクの装甲は特に抜きん出た点はなかった。その喫水線主要装甲帯はイギリスの同級艦と同じ152 mmであったが、イギリス艦と異なり、甲板間の間隔全域へ高く伸びていた。当時の各国の巡洋艦の大半は舷側装甲が端部では喫水線よりわずかに上方に伸びているに過ぎなかったのに対し、リューリクのそれは艦首と艦尾でも中層甲板にまで達していた。水平防御全体は、全般にわたって抜きん出ていた。
リューリクと同世代の航洋型巡洋艦の大半は、リューリクよりも優速であった。大抵は22 knから23 knの速力を持ち、ドイツのブリュッヒャーに至っては25 knに達していた。リューリクの分析成績は21 knを上回ることはなく、計画立案時における海軍技術委員会の重大な誤算となった。
リューリクのその他の成績は、たいへんよいものであった。生存性確保のための構造的な措置は、同時代艦のなかで最良のものであった。乗員配置は広くて自由があり、快適に配置されていた。照明と換気もよくなされていた。リューリクは、たいへん満足のいく航洋船であった。凌波性は優れ、その長くて高い甲板が波をかぶることはなく、事実上いつも乾いたままに保たれていた。
イギリスの便覧『Conway's All the World's Fighting Ships: 1860-1905』は、リューリクは「1905年までにロシア海軍向けに起工された中で最良の大型艦」であり、「全期間を通じて建造された最良の装甲巡洋艦のひとつである」と呼んだ。とりわけその35 度の仰角を持つ10" 砲の強力さと船倉の沈・灌水システムに言及し、それはイギリス海軍をはるかに凌駕していると評していた。
これら最末期の装甲巡洋艦シリーズの論理上の完成形はイギリスで建造された巡洋戦艦インヴィンシブルであるが、これが登場する頃には従来型の装甲巡洋艦はすっかり旧式化してしまった。

### 同型艦
当初、リューリクの能力は十分なのものであると考えられたため、海軍省の計画では、サンクトペテルブルクの工場にてさらに2 隻の同型艦が建造される予定であった。この2 隻については、動力機関を近代的な蒸気タービン装置に換装する計画であった。これにより、不足とされた速力は25 knまで改善される見通しであった。しかしながら、新しい動力装置の設置のためには設計の見直しが必要であり、計画は延期された。しかしながら、そうこうする内にイギリス戦艦ドレッドノートの就役によりリューリクのような異口径砲混載艦は旧式化してしまったため、同型艦の建造計画は白紙に戻された。
結局、ロシアは軽快なアドミラール・マカーロフ級と重量級のリューリク級というふたつの装甲巡洋艦シリーズを並行して生産することになったが、これはロシア海軍が未だに装甲巡洋艦のあるべき姿や役割について明確なビジョンを確立できないでいることの表れであった。アドミラール・マカーロフ級の最大の長所であった速力の優位性は、その建造されていた時代においてすでに崩れていた。アドミラール・マカーロフ級の速力はせいぜい21 knであり、遅足とされたリューリクと変わりなかったのである。これでは、アドミラール・マカーロフ級はたんに「弱い巡洋艦」でしかなかった。一方、リューリクは強力な武装を売りにしていたが、弩級艦の就役による艦の設計思想の変更によってすぐにその武装設計自体が陳腐化してしまい、価値が大幅に低下した。かつて「巡洋艦隊戦に用いることのできる俊足の主力艦」を目指して設計されたペレスヴェート級が中途半端に強力な武装と中途半端に優れた速力を持って失敗した経験を、「主力艦隊戦に用いることのできる重武装の巡洋艦」を目指して設計されたリューリクはそのまま繰り返すことになった。
リューリクの同型艦の替わりにロシアが新たな巡洋艦の整備に取り掛かるのは、1911年になってからのことであった。この頃、すでにドイツ帝国海軍は新しい弩級大型巡洋艦フォン・デア・タンやモルトケ級を就役させており、ロシアの遅れは明白であった。新しい巡洋艦の建造に当たり、ロシアは従来型の装甲巡洋艦と防護巡洋艦 の整備を一切中止し、タービン機関を搭載する新しい弩級巡洋艦と舷側防御装甲を持つ軽快な軽巡洋艦の建造に着手した。これが、1912年に起工したイズマイール級装甲巡洋艦 と、翌1913年に起工したスヴェトラーナ級軽巡洋艦、ドイツ帝国に発注された小型のムラヴィヨーフ＝アムールスキイ級軽巡洋艦である。ここに至ってようやくロシアは、中途半端でない強力な武装を備えた巡洋艦と中途半端でない速力を備えた巡洋艦という二本柱の実像を示すことができたのである。
しかし、これらのタービン巡洋艦は1920年代まで1 隻も竣工しなかったため、リューリクはその全生涯を通してロシアの最新型巡洋艦であり続けることとなった。リューリクは、同時代のバルト海において間違いなく最も強力で最も有能なロシアの巡洋艦であった。平時においてはバルト海から地中海まで赴いてロシアの顔となり、実戦においてはバルト艦隊の屋台骨として活躍しった。その高い生存性と優れた航洋性は、実戦の中で証明されていった。

### 就役

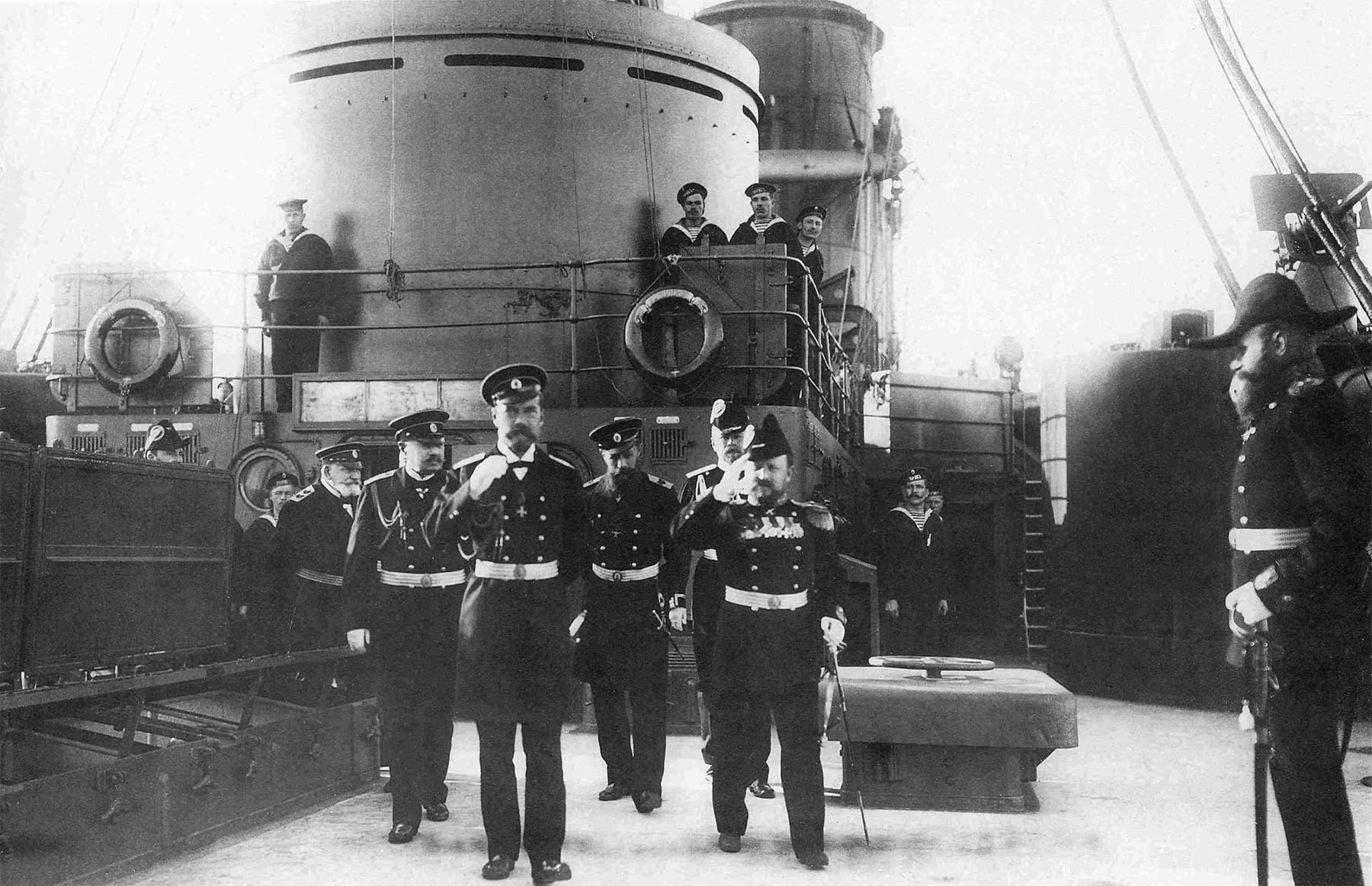
1908年9月23日、ニコライ2世の視察を受けるリューリク。艦尾甲板上の中央手前の人物がニコライ2世。

1909年、ロシア海軍は強力で優秀な武装を持つ巡洋艦を獲得した。この年の7月12日には、リューリクとアドミラール・マカーロフ、それに艦隊水雷艇モスクヴィチャーニンとエミール・ブハールスキイは皇室ヨット・シュタンダールトとポリャールナヤ・ズヴェズダーを護衛して、皇帝ニコライ2世のフランスおよびイギリスへの旅行に同行した。皇帝一行はまず、フランス・シェルブールでの式典に参加した。その後、イギリス艦隊がスピットヘッド停泊地にて行った大パレードに参加した。イギリスの王室ヨットに先導された6 隻のロシア分遣隊は、祝典のために整列した400 隻程のイギリス艦隊のほぼすべてを歴訪した。
同年8月には、リューリクは戦列艦ツェサレーヴィチとスラヴァ、装甲巡洋艦アドミラール・マカーロフ、ロシアとともに、バルト海における大演習に参加した。同年9月1日にはツェサレーヴィチがオーバーホール入りし、それに続いて10月1日からスラヴァとリューリクがオーバーホール入りした。この工事の際に、リューリクやツェサレーヴィチには前檣が取り付けられた。

### スラヴの盟主
1910年4月10日には、戦列艦ツェサレーヴィチ、スラヴァ、装甲巡洋艦アドミラール・マカーロフ、巡洋艦ボガトィーリ、オレークからなるバルト分遣隊に編入された。これらは、夏を通じて演習と射撃訓練に従事した。
1910年夏には、リューリクは戦列艦ツェサレーヴィチ、スラヴァ、巡洋艦ボガトィーリとともに海外への航海を行った。7月初めには、海軍省から地中海への出港に備えるよう指令があった。バルト分遣隊は、そこでモンテネグロ公ニコラ1世の治世50周年式典に参加する任務が与えられていた。
皇帝ニコライ2世は、この訪問はモンテネグロ君主への尊敬と関心の印となる以外にヨーロッパ列強へのデモンストレーションになると考えていた。とりわけ、オーストリア＝ハンガリー帝国にとっては、成長したロシアの海軍力とスラヴ民族の友邦が助けを必要とする火急の事態へのロシアの対処能力の誇示という政治的な重要性があると考えた。
7月13日、バルト分遣隊は必要物資を積載するためレーヴェリからクロンシュタットへ移動した。そこで、分遣隊は海軍大臣や皇帝の視察を受けた。分遣隊はN・S・マニコーフスキイ海軍少将の将官旗を掲げてポーツマスへ向かって出航し、順調に航海を進めた。ところが、7月20日午前4時近く、ボーンホルム島にて突然デンマークのスクーナー・エデンが接近し、スラヴァとリューリクのあいだを横切った。エデンはスラヴァの艦尾に衝突したが、奇跡的にリューリクの衝角への激突は免れた。ロシア艦が低速で進んでいたこともあり、すんでのところで沈没は回避された。ロシア艦はデンマーク船へ端艇を差し向けたが、船長は救助は必要ないとして支援を断り、ボーンホルム島へ向かった。バルト分遣隊は、予定通りの進路で航海を続けた。
分遣隊は各地に寄航しながら、7月24日にはスピットヘッド停泊地に到着した。そこで、ロシアの大使のカッターと会い、イギリスの使節の訪問を受けた。ロシア水兵とイギリス当局の関係は非常に良好で、ロシア水兵は懇ろな歓待を受けた。彼らはポーツマスのイギリス海軍軍港とそこにあった軍艦を見学し、劇場やレストランへ案内された。一方、イギリス人もロシア艦を案内され、その艦全体の秩序と個々人の規律のよさに感銘を受けた。こうしたことは、政治的にロシアにとって有利に働くとロシア大使は期待した。
ポーツマスへの滞在は短期間で終わり、3 日後の7月27日にはジブラルタルを目指して出港した。その途上、スラヴァがボイラー蒸気ポンプ故障のため落伍した。速力は8 kn、やがて6 knしか出なくなり、状態は徐々に悪化していった。スラヴァはジブラルタルに留め置かれ、分遣隊はアルジェを経由してアドリア海へ向かった。そして、8月15日深夜2時、オーストリアの港フィウーメに投錨した。分遣隊は、鉄路でやって来たロシアからの式典参加者をここで乗せる予定であった。

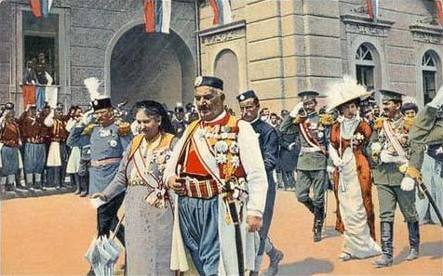
モンテネグロ王即位式典の様子。中央男性が国王ニコラ1世。

続く2 昼夜、乗員は必要物資の積載、塗装作業、乗客の乗船を拒否された。8月17日、フィウーメにモンテネグロ王ニコラ記念第15銃兵連隊の将校、V・S・ヴェーイリ大佐とA・N・レーベデフ大尉がロシア帝国軍の代表団として訪れ、リューリクに乗艦した。翌18日朝には、ツェサレーヴィチにニコライ、ピョートル両大公が乗艦した。統治王朝の高位の人物の式典への参加は、偶然のものではなかった。彼らのニコライ2世の実のおじたちはモンテネグロ王の娘婿であり、彼らの訪問は公式の政策に温かい家庭の色を添えることになると考えられた。
8月18日、ロシア艦隊はフィウーメを出港した。その途上、ギリシャ・キプロスの情勢不安を巡る国際連合艦隊に参加して地中海を訪問していた装甲巡洋艦アドミラール・マカーロフとコルフ近くで合流し、8月19日 にモンテネグロ・アンティヴァリに到着した。アンティヴァリでは、ロシア艦隊は祝砲の出迎えを受けた。各艦から8 名の士官と6 名の艦隊実習生、水兵一個小隊が陸へ招待された。彼らは、公式の式典に参加するため、モンテネグロの首都ツェティニェへ出発した。彼らは、治世50周年に際して王に即位した ニコラ1世から王の名において勲章やメダルを授与され、温かな歓待を受けた。

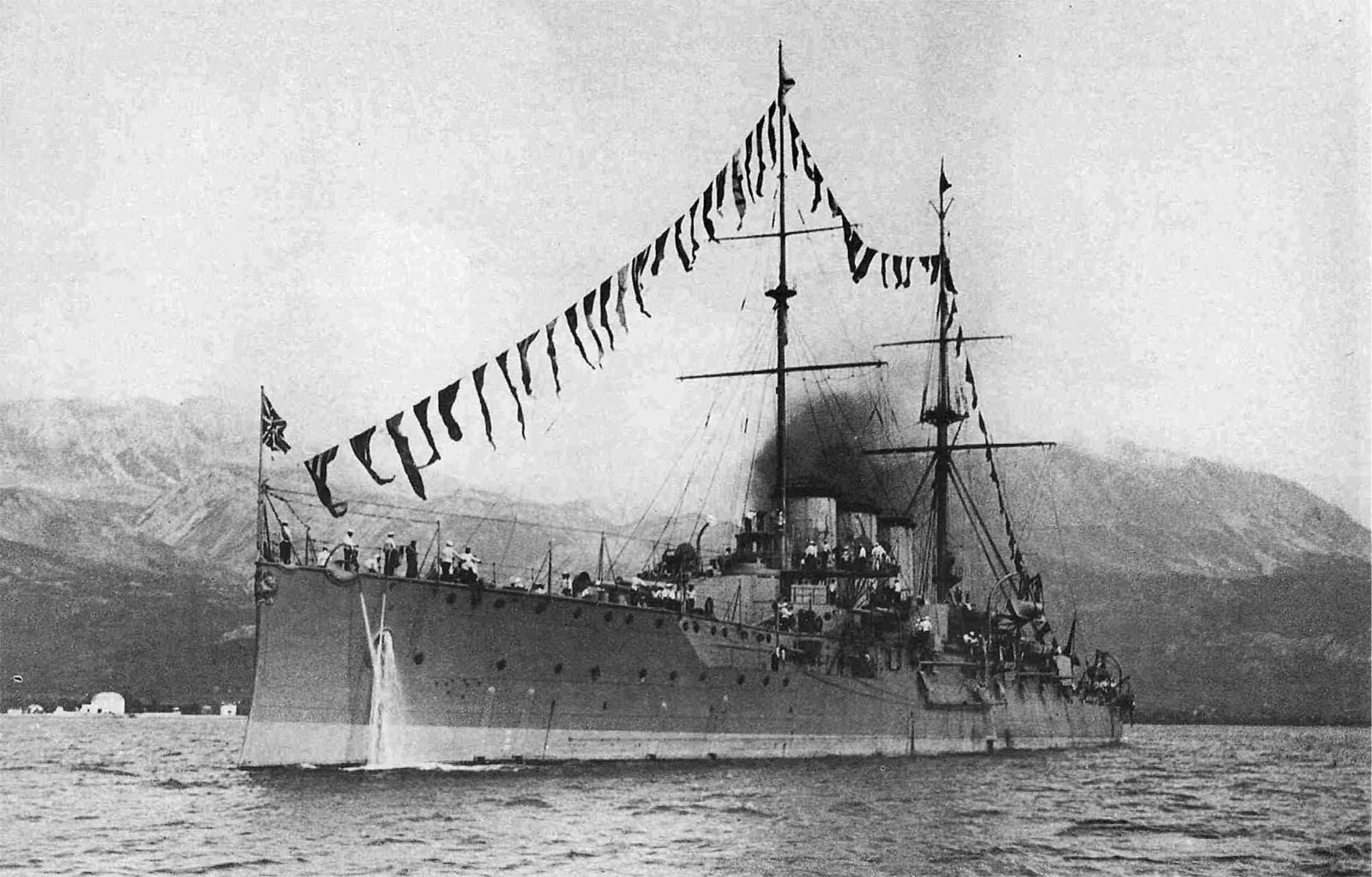
8月26日、アンティヴァリで碇を上げるリューリク。

式典は1週間近くも続けられ、8月25日に終わった。翌26日朝には、両大公とその妻女がツェサレーヴィチに乗艦した。彼らに続き、モンテネグロ国王自らがツェサレーヴィチを訪問して艦を見学した。また、艦上での朝食会に参加した。14時30分には、国王は下艦した。翌27日、ロシア艦隊はフィウーメを目指して碇を上げた。艦隊はそこで乗客を降ろし、ロシアへ向かう汽車に乗せる予定であった。岸へ向かう前、ニコライ大公はカッターに乗って艦の周りを回り、乗員の熱意に対する感謝の意を表した。
しかし、汎スラヴ主義に則って声高にスラヴ民族の統一を唱える今回のデモンストレーションはオーストリア＝ハンガリー帝国政府にとっては耳障りなものであり、海軍大臣のR・モンテクッコリ伯爵は装甲巡洋艦カイザー・カール6世に乗って抗議のためフィウーメに向けて出航した。
翌8月28日早朝、フィウーメにモンテクッコリ提督旗を掲げた装甲巡洋艦カイザー・カール6世が入港し、ツェサレーヴィチとのあいだで礼砲を交わした。正午近く、マニコーフスキイ海軍少将はオーストリア艦へ出立し、そのタラップにて艦隊副官と面会した。副官は、モンテクッコリ提督は「現在朝食中であり、彼の下には来客があるため」誰も艦に上げられないということを伝えた。マニコーフスキイの言葉によれば、このとき後甲板では何かアリアのような音楽が流れており、それはタラップにまで聞こえてくるほどであった。そして、彼のカッターが離艦するとき、定型の礼砲は発射されなかった。マニコーフスキイ提督は悔しさからモンテクッコリの返礼訪問を断り、乗艦を拒否していかなる敬意も表さないよう命じた。
15時近く、モンテクッコリ提督がツェサレーヴィチに到着した。彼は不快な出来事を詫び、ロシア提督の離艦の際に乗員が礼砲を撃たなかった訳を説明し、非礼を詫びた。しかしながら、夕刻にはマニコーフスキイは定型の礼砲を撃たないことは無作法で海軍エチケットに反するものであり、ロシア海軍の名誉を傷つけるものであると叱責する通知書を発送した。提督の決断は効果を発揮し始めた。出航に向けて準備を始めていたカイザー・カール6世は数時間出港を遅らせ、ちょうど8月29日午前8時きっかりに13 発もの礼砲を大音量で発射し、前檣中檣 にアンドレイ旗を掲げた。こうして、事件は解決した。
出港までの残りの日々はすべて石炭の積載に費やされた。その作業は、9月1日から4日まで休みなしで続けられた。乗員は非常に疲れ切ってしまい、そのことから悲劇が生じた。9月3日午前8時15分、リューリクへ石炭袋を運び上げていた際、そのひとつが中身を撒き散らしながら船倉へ落下し、数 mの高みから隊つきの下士官、D・クリールカにぶつかった。彼は意識が戻らぬまま2 分後に死亡した。調査の結果、彼は急ぐあまり不注意になっており、空の袋を拾い上げようとしながら自分で件の石炭袋を起重機へ掛けたのだということがわかった。彼の葬儀は翌日行われ、そこには士官や艦隊実習生の部隊、ロシアの大使、オーストリアの軍民の代表者をはじめ、多くの参列者が出席した。
9月4日14時、バルト分遣隊はフィウーメ停泊地をあとにした。次なる目的地、クレタ島のスダ港には9月7日に到着した。ここで国際連合艦隊に戻る装甲巡洋艦アドミラール・マカーロフおよび航洋砲艦ヒヴィーネツと別れた。スダ湾では固定的に対する練習射撃が行われ、なおかつ士官候補生の指揮訓練が行われた。分遣隊長の記録によれば、艦隊実習生らはよく射撃を実施しており、結果は満足の行くものであった。
9月11日朝、艦隊は碇を上げ、コレラの蔓延するナポリを避けてトゥーロンへ向かった。出航に際し、今度はツェサレーヴィチに曳航された移動的に対する射撃訓練を実施した。そこで、リューリクの艦隊実習生は最も優れた成績を上げた。
トゥーロンへの途上、リューリクはピレウスへの予定外の寄港をすることになった。艦内に重度の腹膜炎の患者が出たためで、彼はピレウスの病院へ移された。1 昼夜ののち、リューリクは再び分遣隊に合流した。

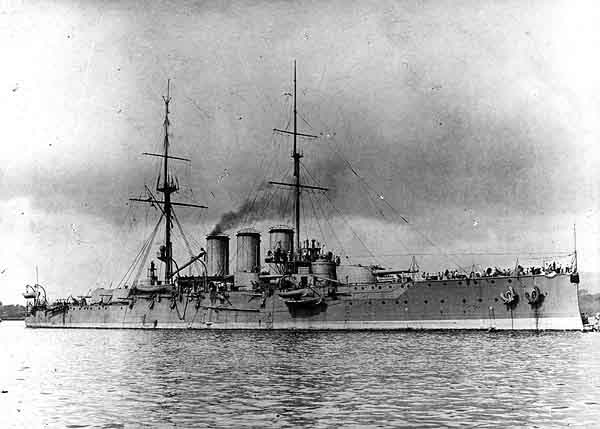
1910年9月、トゥーロンに停泊するリューリク。

9月16日、艦隊はトゥーロン停泊地に到着した。ここでもやはり救命艇や火砲での訓練が行われた。並行して、リューリクではフォルジュ・エ・シャンティエ・デュ・ラ・メディテラネ社の専門家により配水本管の換装工事が行われた。しかし、一部の工事が終わらなかったため延期され、スペイン・ビーゴにて完了した。
トゥーロンでも現地当局とロシアの水兵との関係は至って良好で、その歓待は懇ろなものであった。マニコーフスキイ提督の報告によれば、それはあまりに昼食や朝食に誘われるため、時間が足りなくてせっかくの招待を断らなければならないほどであった。9月30日にはロシア艦隊はフランスをあとにし、ジブラルタルへ向かった。
長期航海は乗員を非常に疲れさせ、そのため規律違反が増加した。リューリクでも例外ではなかった。1週間の航海ののち、10月5日には艦隊はビーゴに到着し、その12日後にはシェルブールへ向けて出港した。フランス沿岸を進んだのち、10月21日には分遣隊はシェルブール停泊地に到着し、乗員たちはすぐさま石炭の積載作業に入った。寒冷な天候のため作業はより難しくなり、とりわけほかの艦と違って蒸気船からではなく艀から石炭を持ち上げなければならなかったリューリクでは作業が難航した。
10月26日13時、バルト分遣隊は北海へ出航した。しかし、そこでは9 バールの厳しい時化と船体の激しい揺れに見舞われた。リューリクでは振幅は16 度に達し、後甲板はしょっちゅう大量の水で覆われた。ハッチ覆いや小昇降口にヴィッカース社がゴム製のパッキングを施しておらず、そのためそこから居住区や下層甲板の一部へ水が流れ込んできた。しかし、どうにかこれを克服し、リューリクは11月2日、他艦とともに無事クロンシュタットへ到着した。これで長かったこの年の活動は終了した。

### 1911年の活動

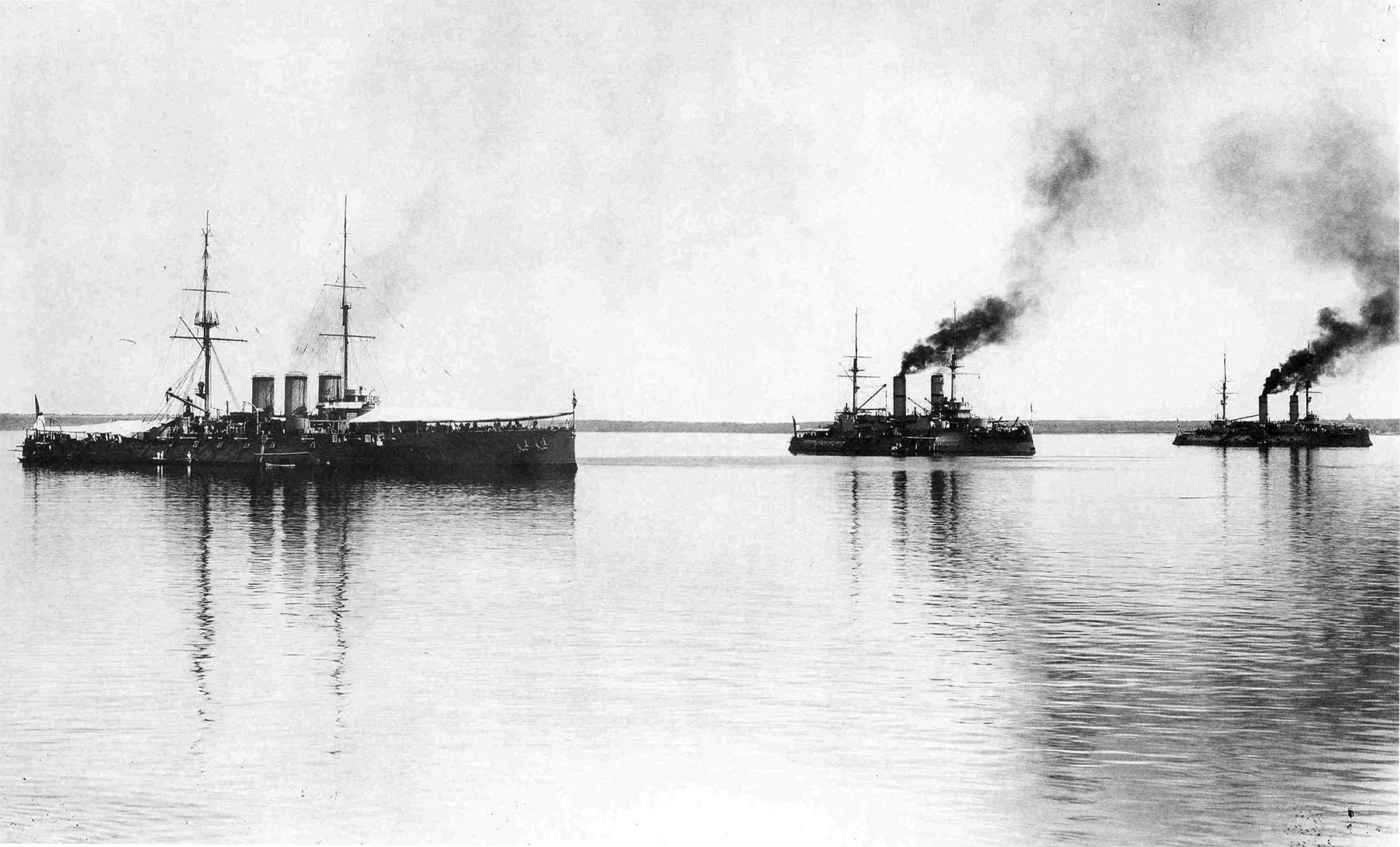
1910年代、大クロンシュタット停泊地に停泊するバルト艦隊の主力艦隊。左よりリューリク、戦列艦スラヴァ、ツェサレーヴィチ。

1911年2月21日にアドミラール・マカーロフ級の2番艦パルラーダが竣工すると、同年2月25日付けの海軍省指令第57号で、日露戦争後初めての戦時体制のバルト海連合艦隊 が編成された。その編成は、4 隻からなる戦列艦戦隊と巡洋艦戦隊、第1水雷分艦隊からなっていた。リューリクは、戦列艦ツェサレーヴィチ、スラヴァ、アンドレイ・ペルヴォズヴァーンヌイ、インペラートル・パーヴェル1世からなる戦列艦戦隊に編入された。戦列艦戦隊は、N・S・マニコーフスキイ海軍少将によって指揮された。巡洋艦戦隊は、新しいアドミラール・マカーロフとパルラーダ、それに日露戦争の生き残りのロシアとグロモボーイから編成され、すぐあとに竣工したバヤーンが加えられた。通常、バルト海海軍 司令官旗はリューリク上に掲げられ、バルト海海軍旗艦を務めた。
この年のリューリクの活動は、大クロンシュタット停泊地にて5月1日より開始された。この日、リューリクは航行試験と修理状況の確認などを実施した。しかし、艦は海図になかった浅瀬に底部を擦るという事故を起こした。検査と修繕ののち、レーヴェリ＝クロンシュタット間を航行し、6月11日にはエッセン艦隊司令官の将官旗を掲げて本格的な活動を再開した。6月20日は、機関試験を行って必要物資を積載したのち、戦列艦ツェサレーヴィチとともにレーヴェリへ移動した。
夏のあいだ、リューリクは艦隊とともに射撃訓練や機動演習に取り組んだ。7月17日には、陸軍大部隊の訪問を受けた。新型の機雷敷設艦アムールとエニセイがエッセン海軍中将の命令で午前10時にレーヴェリを出港し、続いて巡洋艦戦隊、リューリクを先頭にした戦列艦戦隊、第1水雷分艦隊の順でラプヴィクを目指して出港した。巡洋艦戦隊と戦列艦戦隊は様々な訓練に従事し、その間に第1・第2水雷分艦隊は夜間の奇襲訓練の準備を行った。計画通り、この日の夜間には水雷分艦隊による主力艦隊への奇襲訓練と、巡洋艦戦隊・戦列艦戦隊による夜間水雷艇撃退訓練が行われた。7月19日には、リューリクはツェサレーヴィチとともに主砲の射撃訓練に従事した。両艦は、陸軍の観衆の前で海軍の誇る艦砲射撃の腕前を披露してみせた。

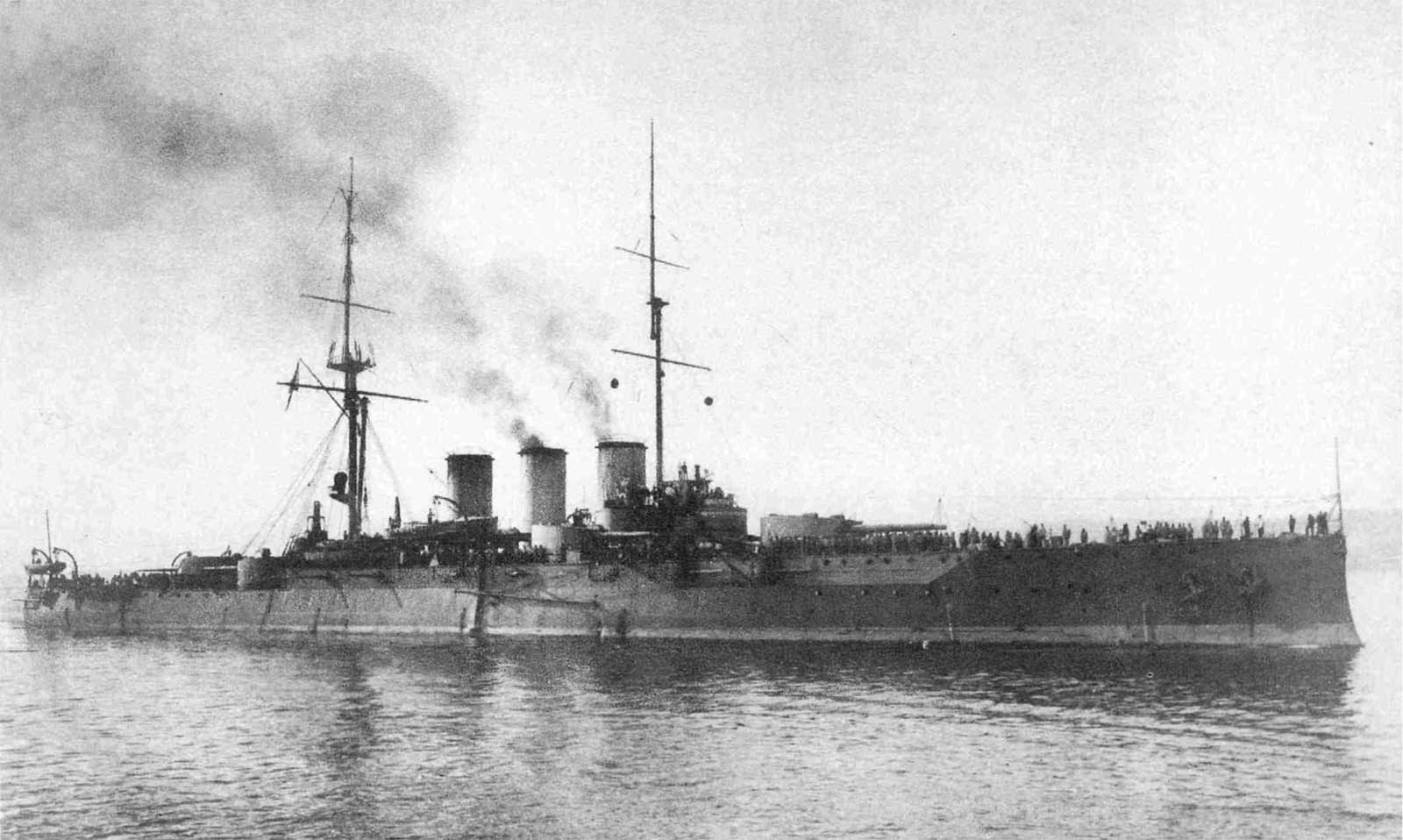
1911年に撮影されたリューリク。

7月26日夜8時には、リューリクはマニコーフスキイ提督の将官旗を掲げたツェサレーヴィチとともにレーヴェリを出港し、バルト海へ出た。5 昼夜ののち、両艦はリューベック湾のトラフェミュンデに入港した。そこでは、ロシア帝位継承者の7 歳の誕生日を祝う祝賀朝食会がロシア大使の参加の下、ツェサレーヴィチ艦上にて催された。翌日には町の重役が艦に招かれ、また市民らは外からロシアの観賞を許された。マニコーフスキイ海軍少将の日記によれば、ロシアの士官や水兵の態度や身なりはたいへん素晴らしく、ドイツ人を大いに感嘆させた。分遣隊のトラフェミュンデ訪問は、その立派さで町の人々に大きな印象を与えた。8月4日朝、ツェサレーヴィチとリューリクは碇を上げて出港し、3 昼夜ののちレーヴェリへ到着した。
9月16日には、エッセン海軍中将の将官旗の下、リューリクはほかの艦とともにレーヴェリを出港した。9月19日には、戦列艦戦隊と巡洋艦戦隊は最新型の機雷敷設艦エニセイとアムールを伴ってデンマーク・キゲ港に入港した。翌日には碇を上げ、9月23日にはレーヴェリへ帰港した。その後の活動期間は戦列艦戦隊とともに内水で過ごし、11月にはスヴェアボルク停泊地に入り、そこで越冬した。

### 1912年の活動
1911年から1912年にかけての冬は、リューリクの乗員にとっては前年の夏と変わりなかった。計画的な修繕作業が行われ、専門ごとの課題や閲兵、小銃や回転式拳銃を用いた射撃訓練が実施された。水兵への操典教育や士官への講義では、1812年の祖国戦争での出来事がしばしば言及された。ロシアでは、ボナパルトの撃破と放逐100 周年を祝う式典への準備が着々と行われていた。

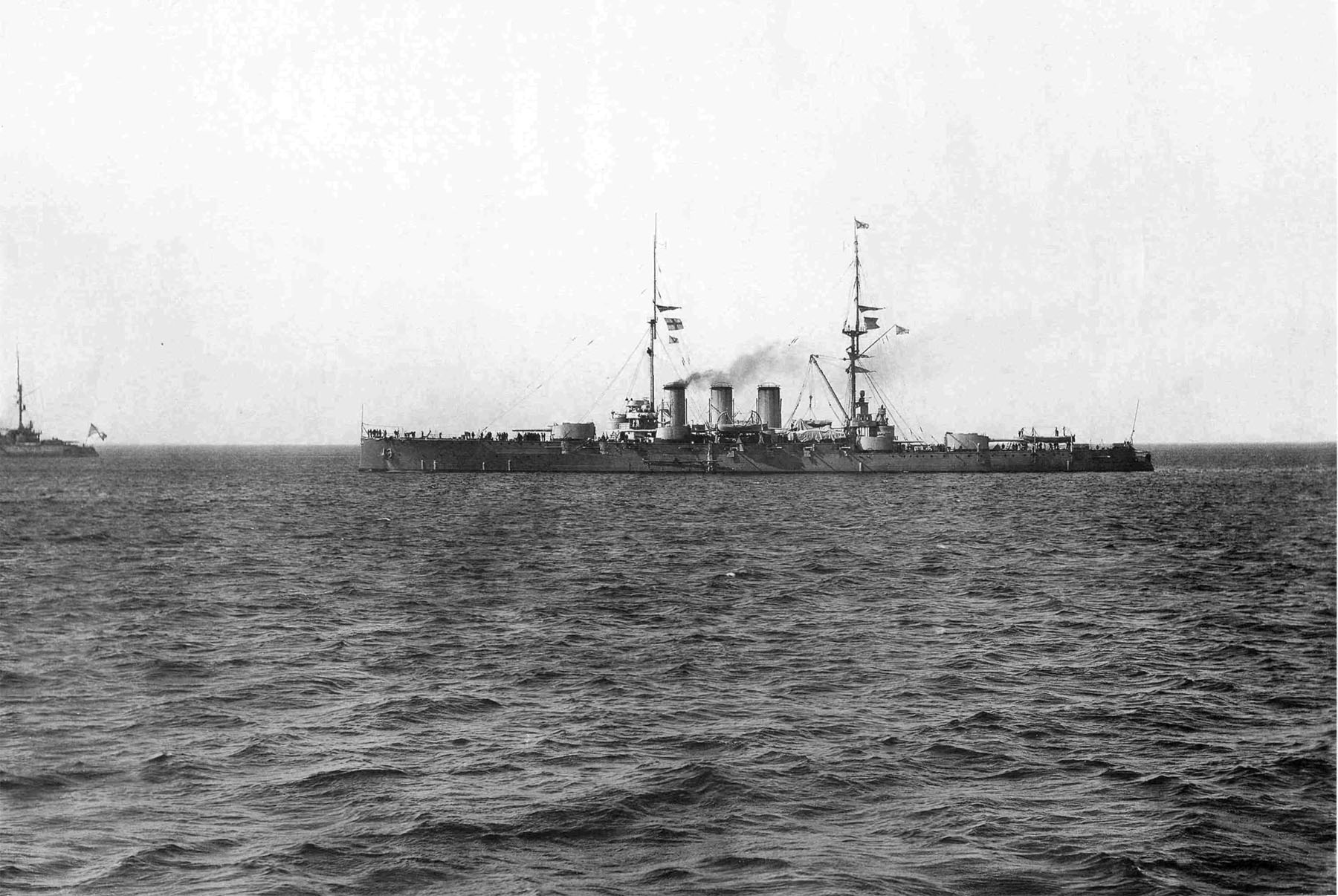
1912年、レーヴェリ停泊地にてバルト海海軍司令官旗を掲げたリューリク。

4月21日、リューリクはM・K・バーヒレフ海軍大佐の指揮の下、檣頭旗を掲げてこの年の活動を開始した。4月26日、バルト海海軍司令官旗を掲げたリューリクは、戦列艦ツェサレーヴィチ、スラヴァ、艦隊水雷艇隊とともにレーヴェリへ移動した、越冬時期が長かったため、船体喫水線下部の検査と修繕が必要となり、5月18日にはリューリクは船渠入りするためクロンシュタットへ向けて出港した。
修理は2 週間に及び、6月初めにリューリクは戦隊と合流した。リューリクは何回もの短期間の航海を行い、単艦での、あるいは合同での機動演習と射撃訓練に従事した。訓練のぎっしり詰まった予定計画表は、ときどき祝日によって中断されていた。6月には皇帝ピョートル大帝による開港記念日があり、ドイツから皇帝ヴィルヘルム2世の乗った皇室ヨット・ホーエンツォレルンの訪問を受けた。7月にはハンゲの海戦の記念日があり、イギリス艦船がレーヴェリを訪問した。
イギリス艦隊が去ると、マリーヤ・フョードロヴナ皇后を乗せた皇室ヨット・ポリャールナヤ・ズヴェズダーを護衛するため、海軍省はバルト連合艦隊 に対してデンマークへの遠征準備を命じた。皇后はコペンハーゲンに住む親戚を訪問する予定であった。9月8日 4時、連合艦隊はエッセン海軍中将の将官旗を掲げたリューリクを先頭に、戦列艦アンドレイ・ペルヴォズヴァーンヌイ、インペラートル・パーヴェル1世、ツェサレーヴィチ、スラ装甲巡洋艦グロモボーイ、アドミラール・マカーロフ、パルラーダ、バヤーン、機雷敷設艦アムール、エニセイ、輸送船オケアーン、2 個艦隊水雷艇隊を引き連れてレーヴェリ停泊地から碇を上げ、西に向かった。

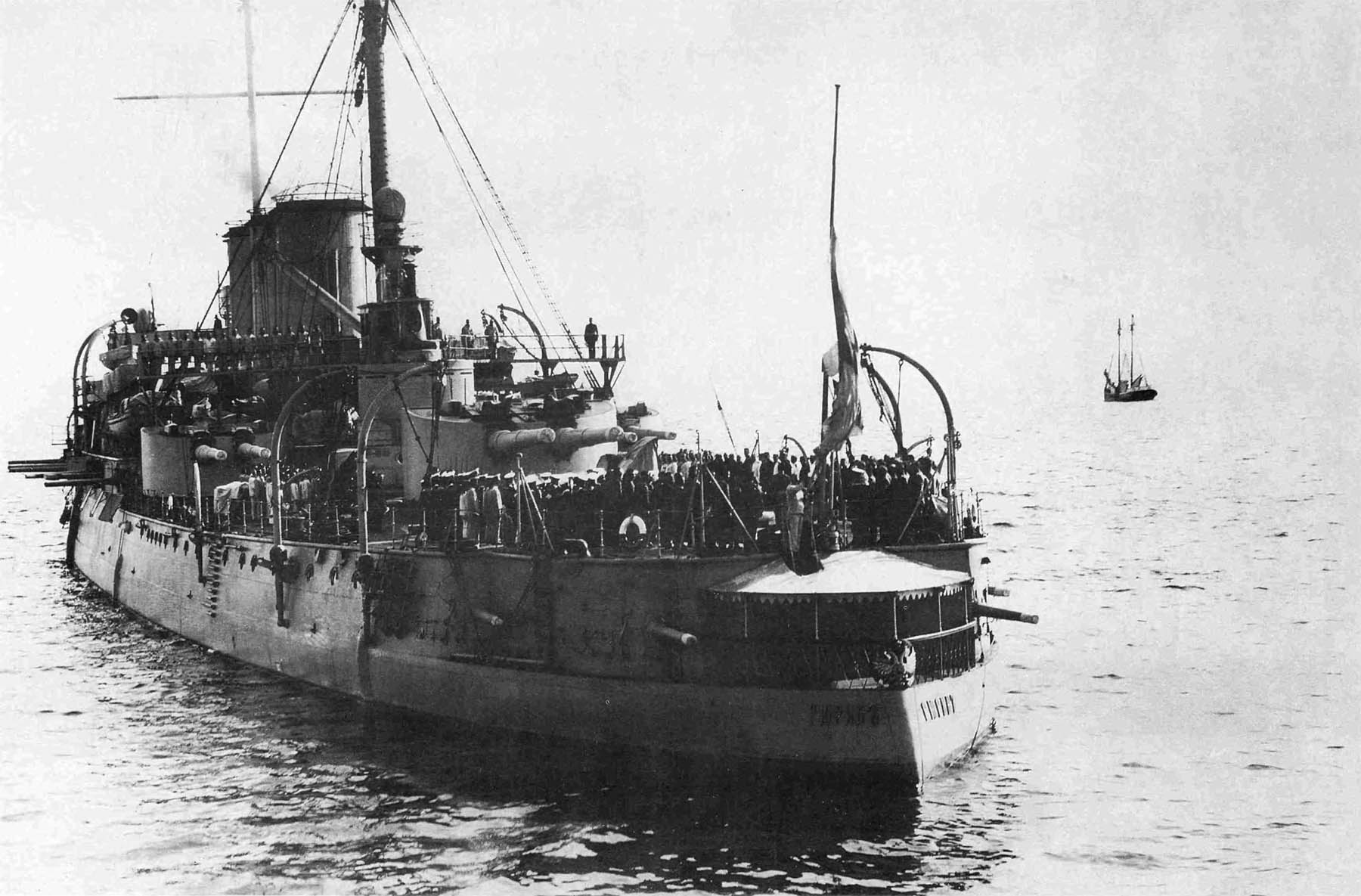
1912年、艦尾旗を掲揚するリューリク。

翌9日は朝8時から夕方5時まで、2 列での機動を行った。海軍司令官はその出来栄えに完全に満足した。9月11日午後11時には、艦隊は大ベルト海峡に達した。翌12日にはコペンハーゲン停泊地に入り、それぞれに場所に停泊した。ポリャールナヤ・ズヴェズダーが最初の礼砲を発射した。それに続いてイギリスの王室ヨット・ヴィクトリア・アンド・アルバートが礼砲を発射した。エッセン提督は報告書を持ってポリャールナヤ・ズヴェズダーを訪問し、報告ののち司令部員および艦長らとともに皇后の朝食に招待された。
9月13日 には、デンマーク国王クリスチャン10世の誕生日を祝うため艦船には満艦飾が施され、正午には全艦からの祝砲が発射された。この日の正午近く、寡のマリーヤ・フョードロヴナ皇后がリューリクを訪れた。その場に艦隊実習生として居合わせたN・A・モナストィリョーフは後年、「彼女はゆっくりと士官の隊列に沿って歩き、一人ひとりに手を差し出した。その後、マリーヤ・フョードロヴナは水兵の近くに歩み寄り、一度彼らへ頭を下げていくつかの優しい言葉を仰った」と回想している。続いて、この高貴なる来賓は将官サロンと将校集会室を視察した。その後、皇后はエッセン海軍中将を伴って艦隊水雷艇ノヴィークに乗って艦隊のほかの艦船を回り、見事に飾った艦船やその元気一杯の乗員たちの様子を観覧した。皇后はたいへん満足して一度ならずその喜びを表し、バルト海軍司令官やとりわけリューリクの艦長たるM・K・バーヒレフ海軍大佐に感謝の意を表した。
その翌日は、デンマーク国王がロシア艦隊を訪問した記念すべき日となった。午前11時近くに王室ヨット・ダンネブロは王の檣頭旗を掲げた。まもなく、エッセン海軍中将と一等艦長らが謁見のためそこを訪れた。紹介の式典のあとヨットは港を出て沖合い停泊地へ移動し、リューリクの近くに投錨した。王は、この軍艦を個人的に視察することを希望した。巡洋艦の乗員たちにとって高貴な来客はすでに慣れっこになっていたが、今回ばかりは式典が危うく不面目に終わりそうになった。というのは、デンマーク王は乗員たちと挨拶を交わしたのだが、ひどい訛のあるロシア語で「やあどうだい、兄弟（Здорово, братцы）」と言ったものだから、多くの士官や艦隊実習生は笑いの漏れるのを堪え切れなかった。幸い、乗員たちの大声による断続的な返礼のお蔭で士官列からの笑いは掻き消され、続いて怒ったロシア語の「万歳（ура）」に王は大いに喜んだ。
高貴なる君の訪問ののち、巡洋艦は観覧者で溢れ返った。彼らの多くは艦の調度に興味津々であった。デンマーク人たちの寄せた関心は、偽りのものではなかった。それほど、ロシア艦隊がコペンハーゲンを正式訪問したのは久しぶりのことであった。毎日通りには休暇をもらった水兵で満たされ、デンマークの首都の人々の興味をその非の打ち所のない外見と動作に引き寄せていた。ロシア水兵の振る舞いは、まったく申し分のないものであった。訪問3 日目にして最後の日となる9月15日 夕刻、リューリクの乗員たちは盛大な舞踏会を催した。そこには、都市貴族の清華と外交団が招かれた。大型巡洋艦の艦尾部分全体が巧みに飾られ照明され、大きな、しかし快適なダンスホールに変えられていた。そこには、恐らく500 名以上が招待されたものと見られている。甲板に上がる際にはすべての婦人方に花束が贈呈され、その袖には「リューリク」と記されたリボンが結ばれた。夜会は栄華のうちに過ぎていった。
翌朝、ロシア艦船は碇を上げてもてなし好きのコペンハーゲンを後にした。無線電報を通じてマリーヤ・フョードロヴナはヨット・ポリャールナヤ・ズヴェズダー上から餞の言葉を述べた。「私は皆に会えて嬉しかったと艦隊へ伝えて下さい。何もかも本当によかった。航海の幸運をお祈り致します。」
9月16日 深夜近く、艦隊は大ベルト海峡を通過してバルト海へ出た。そこで連合艦隊は散開した。艦隊水雷艇隊と巡洋艦隊は石炭を積むためリバーヴァへ向かい、戦列艦隊と機雷敷設艦隊はレーヴェリへ向かった。ところどころに花崗岩の断崖が聳える狭く平坦な岸は、右舷沿いにどんどんと遠ざかっていった。少しずつボーンホルム島の位大きな塊が艦尾に消えていった。天候が幸いし、航海は順調に進んだ。秋なのにバルト海は驚くほど穏やかで、フィンランド湾口に来てようやく艦隊はひどい時化に遭遇した。しかしながら、強い波と雨にも拘らず、リューリクに率いられた戦列艦戦隊は無事にスーロプ通路を通過し、9月19日 午前3時にレーヴェリ停泊地に碇を下ろした。
外国への航海は、バルト海海軍にとって実施した遠征の中で唯一の輝かしいエピソードとなった。11月中旬、リューリクは戦列艦戦隊とともにゲリシンクフォールスへ移動し、11月21日に武装予備役 に入った。

### 大戦前年の活動
翌1913年は、リューリクの乗員にとってさらに集中的な軍事訓練の期間となった。活動は早くも4月1日に始められ、4月19日にはアンドレイ・ペルヴォズヴァーンヌイ、インペラートル・パーヴェル1世、ツェサレーヴィチとともにレーヴェリへ出航して機関試験を行った。クロンシュタットへ戻ると、リューリクはツェサレーヴィチとともに船渠入りして喫水線下部分の船体の補修と再塗装が施された。工事は5月8日まで続けられ、その後レーヴェリへ渡って戦隊に合流した。

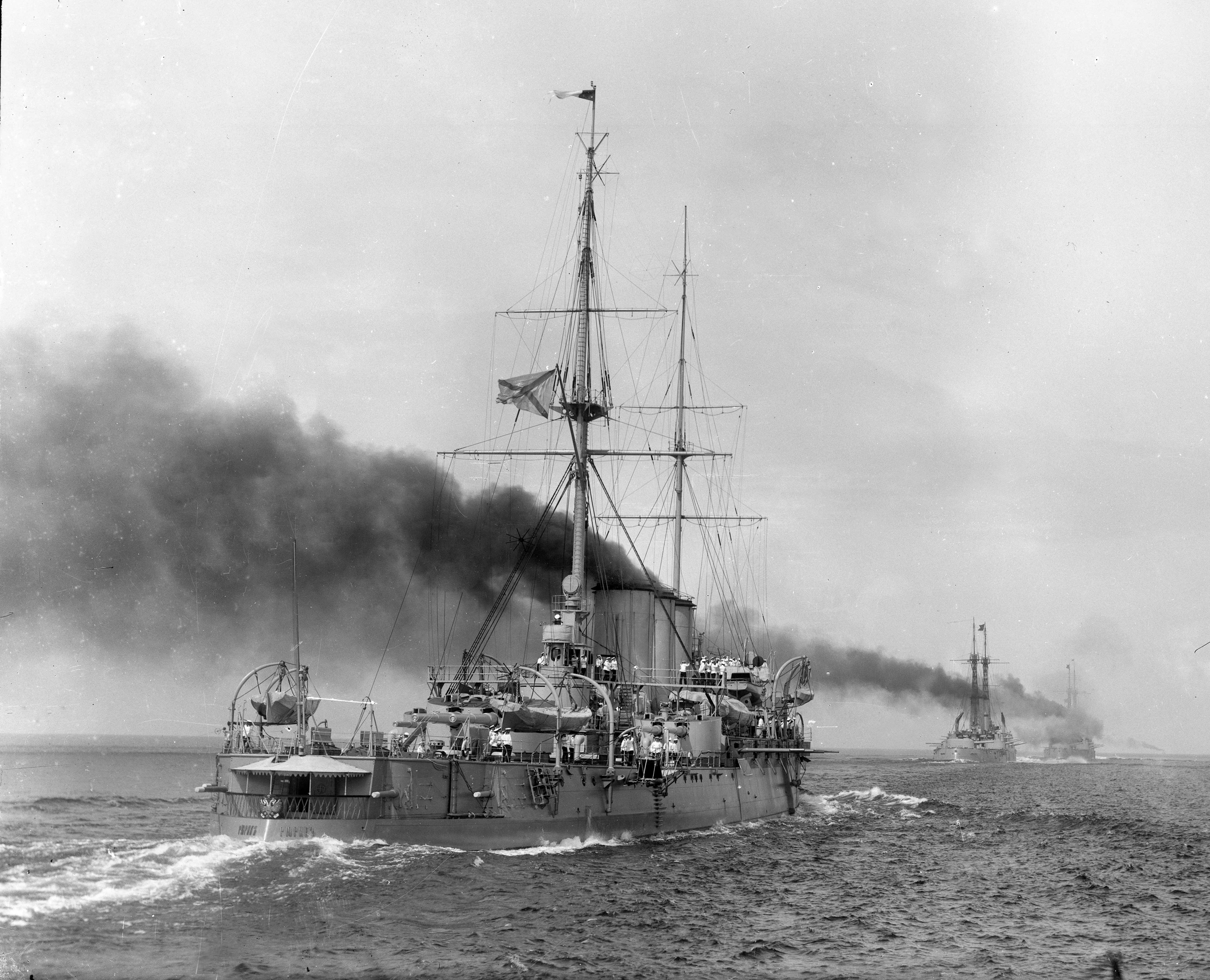
1913年7月4日、手前から隊列を組んで進むリューリク、戦列艦アンドレイ・ペルヴォズヴァーンヌイ、インペラートル・パーヴェル1世。

6月を通じ、リューリクは戦列艦隊とともに、対巡洋艦隊、対水雷艇隊、対演習砲撃分遣隊との演習に従事した。7月4日には、皇帝ニコライ2世が海軍大臣のグリゴローヴィチ海軍大将とともにレーヴェリのリューリクへ視察に訪れた。リューリクは、皇帝の旗を掲げて午前9時15分に碇を上げ、後ろにアンドレイ・ペルヴォズヴァーンヌイとインペラートル・パーヴェル1世を引き連れてレーヴェリから出港した。演習場にて、リューリクは艦隊水雷艇フサードニクに曳航された標的を正確に射撃した。この日のことを、グリゴローヴィチ海軍大臣から「射撃は卓越して素晴らしく、陛下におかれてはたいへんに満足されていた」と日記に記している。その後、艦隊では昼食が取られた。昼食後、演習は第1・3・4艦隊水雷艇隊の雷撃を戦列艦が対水雷艇砲による綿密な射撃で見事に撃退するという腕前を発揮した。半日に及ぶ演習は午後1時10分に終了し、艦隊はレーヴェリへ帰港した。リューリクの砲手らは、この日は射撃の腕前が他艦より抜きん出ていることを披露こそできなかったものの、皇帝は大いに満足して水兵らに感謝の意を表して、皇室ヨット・シュタンダールトに乗ってレーヴェリを後にした。
7月22日には、リューリクはツェサレーヴィチとともにクロンシュタットに渡り、S・O・マカーロフ海軍中将の記念碑の除幕式に参加した。8月18日から21日にかけては、国際関係の緊張に対応するため、バルト海軍の演習が実施された。そこでは、さまざまな艦種を用いた機動訓練が行われた。無炎航海術、水雷艇撃退術、掃海術などの訓練も行われた。また、ハンコ半島とゲリシンクフォールスのあいだの多島海においての航海訓練も実施された。しかし、この夏の3ヶ月のあいだにほとんど休みなく続けられた軍事演習のために水兵らは大いに疲弊し、そのため事故や負傷者も発生した。

### 二度目の遠征航海

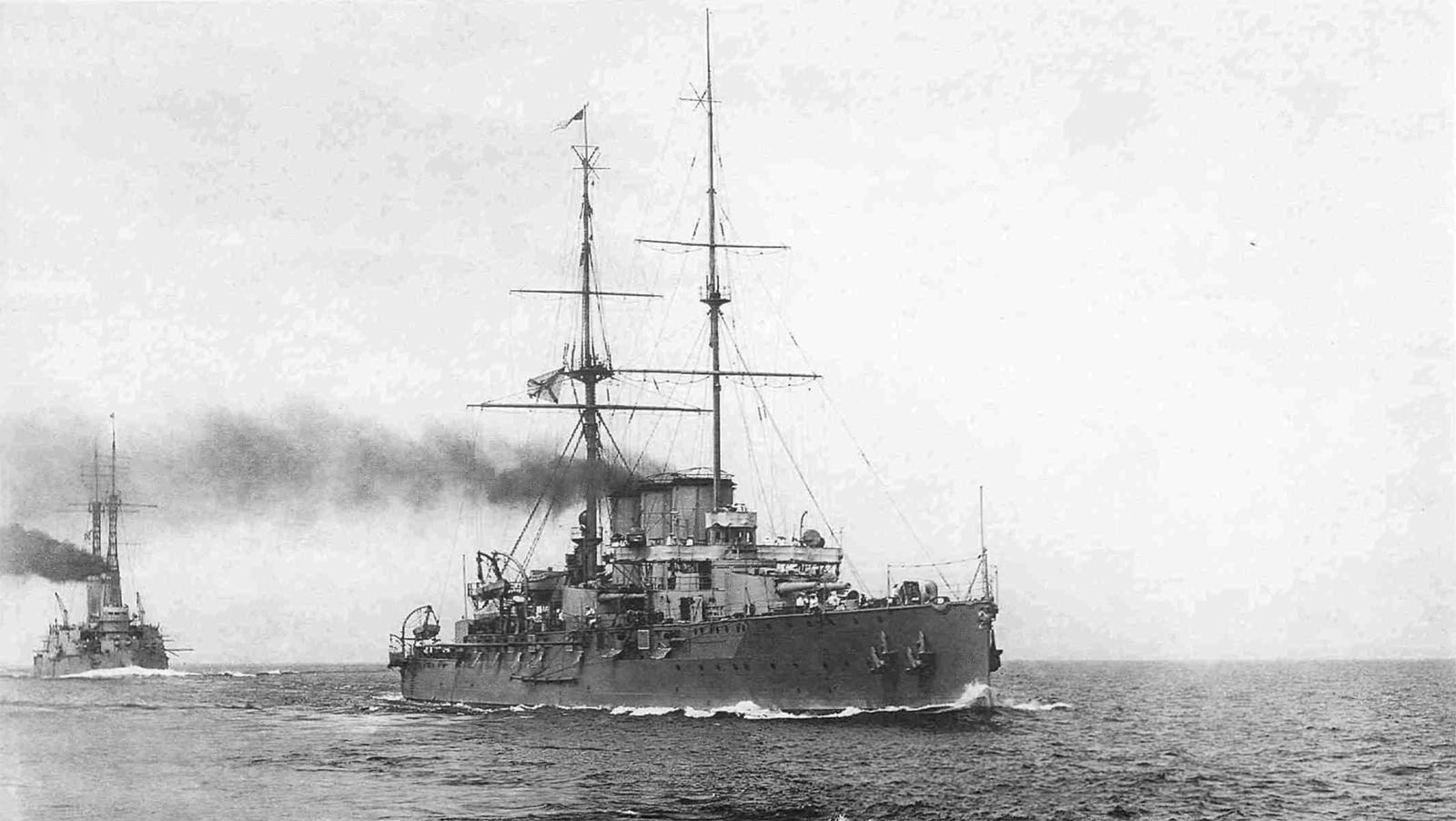
1913年夏、皇帝ニコライ2世の司令官旗を掲げ、射撃演習に向けて連合艦隊を先導するリューリク。直後に、戦列艦アンドレイ・ペルヴォズヴァーンヌイが続く。

8月27日からは、前年に行われたのと同じような、バルト連合艦隊 による海外遠征が実施されることになった。連合艦隊は、ポートランド＝ブレスト＝スタヴァンゲル間を航海した。規模は大きかったが、前年と比べれば艦隊構成ははるかに小編成であった。リューリクは連合艦隊の旗艦を務めたが、それ以外に演習に参加したのは戦列艦戦隊の4 隻と巡洋艦グロモボーイ、アドミラール・マカーロフ、パルラーダ、バヤーン、輸送船リガ、艦隊水雷艇半隊だけであった。
9月1日朝にドーバー海峡を通過してイギリス海峡に入ったロシア艦隊は、時化の中をポートランドまで航行した。港では沿岸砲台と礼砲を交わし、ドレッドノートを旗艦とするイギリスの第4戦艦戦隊の滞在する停泊地へと入った。9月2日朝からは、相互訪問が実施された。9月5日には下級兵のための盛大な昼食会が催され、700 名ほどが招待された。その後も、連日のように祝賀行事が催された。今回のロシア艦隊の訪英は、英露の対独協調をアピールするまたとない機会となった。出港時までイ岸から戻らぬ水兵が何名かいたが、イギリスの警察は彼らを探し出してロシア艦隊に引き渡した。9月7日午後3時、ロシア艦隊は霧に咽ぶイギリス海岸を後にした。
9月8日には、ブレストに到着した。ここでもまた数々の祝典が催されたが、9月11日にはリューリク上にて500 名を招待する祝賀会が催された。町では、羽目を外し過ぎたリューリクの水兵が2 名、酔っ払って怪我をして入院した。9月12日午前10時30分、艦隊は碇を上げてブレストを後にした。
9月14日には、ノルウェー・クリスチャンサンへ向かう戦列艦隊と2 隻の艦隊水雷艇と別れて、リューリクは残りの艦隊とともにスタヴァンゲルへ向かった。しかし、天候が悪化してきたためスタヴァンゲルへの入港には多くの時間と苦労が必要とされた。9月14日、冷たく強い風の中と荒い波の上を半日をかけて進んだロシア艦隊は、濃霧の中にあって港の燈台を見つけられなかった。港の入り口を見つけるため艦隊水雷艇隊が派遣された。翌15日になってようやく、艦隊は停泊地へ投錨することができた。
スタヴァンゲルでの滞在は3 日になった。その期間中、それまで同様に水兵らの上陸が許可されたが、ここでは一度ならずロシアの政治亡命者が水兵らと接触しようとしているのが確認された。一方、リューリクの士官たちはエッセン提督とともに1 隻の艦隊水雷艇を用いてリーセフィヨルドへの一風変わったツアーを行おうとしていた。幅5 鏈ないし7.5 鏈というこの狭い湾は、長さ20 海里にわたって続いており、ヨーロッパの旅行者たちには勇気と引き換えに絶景を楽しめる場所として知られていた。しかしながら、ロシアの水兵らにとっては美しい景色を眺めるだけでなく、多島海での航海術を習得し、その航海計器に習熟する絶好の機会にもなった。
9月18日正午には、巡洋艦戦隊はスタヴァンゲルを出港した。午後2時近くに戦列艦戦隊と合流し、バルト海峡へ進路を取った。ロシアへの帰路は平穏に過ぎ、9月21日、艦隊は無事にレーヴェリへ入港した。エッセン提督の言葉によれば、「全員の士気を高めるという点において大いに意義があった」航海であった。また、遠征を続けた経験は、「長期航海時における機関やボイラーの扱い方についての実習をする機会を人々へ与えた」。
遠征後の修繕と船員の休息は、長くは続かなかった。10月6日には戦列艦戦隊は、演習に入った。今回の目的は、バルト海海軍が敵艦隊のフィンランド湾侵攻を防ぐための機動演習であった。前年の演習時に比べ機動はことごとく向上したが、司令官と彼の参謀は艦隊に近代的な艦、とりわけ弩級戦列艦がかけていること、これなしに湾を防衛するのは、たとえ湾口に強力な機雷・火砲戦域を構築したとしても、かなり困難な課題となるに違いないことを指摘せざるを得なかった。
機動演習後、リューリクは戦列艦隊とともにクロンシュタットへ移動し、物資の補給を受けた。また、乗員には上陸が許され、休暇が出された。10月29日には、戦隊はゲリシンクフォールス停泊地に集結した。11月1日には、遠征を行った艦隊は武装予備役に入れられた。

### 大戦前夜
バルト艦隊 は、軍事行動の開始とともに、1912年6月17日付けで作成された「ヨーロッパ戦争発生時における海軍の作戦プラン」に従って再編された。これに従い、艦隊の主要軍事任務は予め準備を整えた海域での戦闘によって敵のフィンランド湾への侵入を防ぐということであった。この任務の遂行のため、防衛海域が湾の狭まった箇所に設定され、ノルゲン島＝ポルカルラウト岬線は中央機雷火砲戦域、ポルカルラウト岬＝トヴェルミネ線は側面多島海戦域と名付けられ、ムフ海峡 には沿岸砲部隊が置かれた。
このバルト海海軍 のプランの実施とともに、艦隊では戦時体制となる戦術合同部隊が設置された。リューリクは艦隊直属となり、その艦上には艦隊司令官旗が翻った。リューリクの直衛として、当時最新型の艦隊水雷艇であったノヴィークが指名された。実戦部隊は、4 隻の戦列艦からなる戦列艦戦隊、4 隻の装甲巡洋艦からなる巡洋艦戦隊、第1・第2艦隊水雷艇隊からなる第1水雷分艦隊、母艦と工作艦を含む輸送船分遣隊からなっていた。ほかに、中央機雷火砲戦域および汎用予備役の防備部隊、多島海戦域の防備部隊、各戦域間を繋ぐ観測・通信部隊、後方勤務部隊が編成された。

### 世界大戦
第一次世界大戦が開戦すると、リューリクは臨時で戦列艦戦隊に編入された。そして、その艦上にはエッセン艦隊司令官の下、バルト艦隊 司令部が設置された。戦列艦戦隊付きであったリューリクは、開戦当初はM・K・バーヒレフ海軍大佐によって指揮された。上級士官は、M・M・ポリヴァーノフ海軍中尉が務めた。戦争を通じて、リューリクは巡航任務、偵察任務、機雷敷設任務、機雷敷設艦隊の護衛任務に従事し、通商破壊を行った。海戦時の艦隊司令官であるエッセン提督の意見によれば、提督が想定していた巡洋艦作戦の実施において、それに使用する4 隻の巡洋艦としてリューリク、アドミラール・マカーロフ、ボガトィーリ、オレークの名を挙げていたが、その中ではただリューリクだけが意義ある大きな戦闘力としての価値を有しているといえた。アドミラール・マカーロフ級は建造当初から指摘されていたように弱すぎで、このときはすでに旧式化さえしていた。ボガトィーリ級は事実上軽巡洋艦としての役割を担っていたが、自艦より大きな艦船との戦闘には向かないものであった。
1914年7月19日 に第一次世界大戦へロシアが参戦すると、N・O・エッセン提督の坐乗するリューリクを旗艦としたバルト海連合艦隊は、機雷敷設任務を遂行しつつ、ひたすらに中心的位置を担った。その間、敵艦の出現を的確に艦隊司令官に予告するため、巡洋艦と艦隊水雷艇は交替でフィンランド湾口での警戒任務に当たった。そのうち、巡洋艦は昼間を、艦隊水雷艇は夜間を担当した。
1914年8月19日 には、エッセン提督の坐乗したリューリク、ロシア、ボガトィーリ、オレーク、ノヴィークはバルト海に出撃し、ダンツィヒ湾までの深度偵察任務を遂行した。その過程で、同日深夜にはゴットランド島海域にてドイツの小型巡洋艦アウクスブルクを発見、これとのあいだに小競り合いを生じた。アウクスブルクは速度の優位を生かして逃走を図っており、ロシアの巡洋艦の掩護を受けた快速のノヴィークがこれを追撃した。ノヴィークはすぐさま4 発の魚雷を発射したが、アウクスブルクからの距離はこのとき40 鏈であり、真後ろではなく左舷後方からの発射であった。そのため、アウクスブルクは巧みに機動し、これを回避することに成功した。アウクスブルクは夜闇と自艦の優速を生かして南方へ姿をくらました。翌20日 朝にはアウクスブルクは再びロシアの巡洋艦隊と遭遇したが、この度も再び優速を生かして逃走し、戦闘にはならなかった。21日 朝には、ロシアの巡洋艦分遣隊は無事にレーヴェリへ帰港した。
バルト海中部におけるロシア巡洋艦の出現を受けて、ドイツ海軍は警戒を強めた。北海よりバルト海へ戦艦部隊を移動してより広範囲な行動を取らせ、フィンランド湾のロシア艦隊を阻止する目的を遂行させることになった。
1914年8月29日 には、ヴィンダヴァ沖にドイツの大艦隊が出現した。それは、5 隻の戦艦、3 隻の装甲巡洋艦、1 隻の小型巡洋艦、21 隻の水雷艇と8 隻の輸送船からなっていた。この日の夜、第1艦隊水雷艇隊と潜水艦ドラコーンが派遣され、敵艦船への攻撃任務を遂行した。しかし、ロシアの奇襲部隊は敵主力を発見できず、ただ2 隻の水雷艇と遭遇したのみであった。それも、ロシア艦隊と遭遇するやすぐに闇の中へ逃げ去り、戦闘にはならなかった。翌30日 朝、エッセン艦隊司令官はダゴ島の戦域へ潜水艦部隊を戻し、自らはリューリクに坐乗してバヤーン、パルラーダ、アドミラール・マカーロフを引き連れてバルト海の北方領域へ赴いた。しかし、敵艦は発見できなかった。スパイの報告によって、敵艦隊はバルト海の南西領域へ移動したことが明らかになった。司令官は、敵巡洋艦隊はヴィンダヴァを維持しており、バルト海東部の主力艦隊があれば北方へ、それらが南へ行くならば南方へ向かうと予測した。この予測を確かめるため、エッセンは9月1日、リューリクとパルラーダをポランゲンの平行線まで深度偵察に出撃させた。しかし、敵艦隊は発見できず、その上両艦はひどい嵐に見舞われた。9月12日 には、ヴィンダヴァ海域においてバルト海で初めての機雷敷設作戦が実施された。

### 最初の巡洋艦作戦

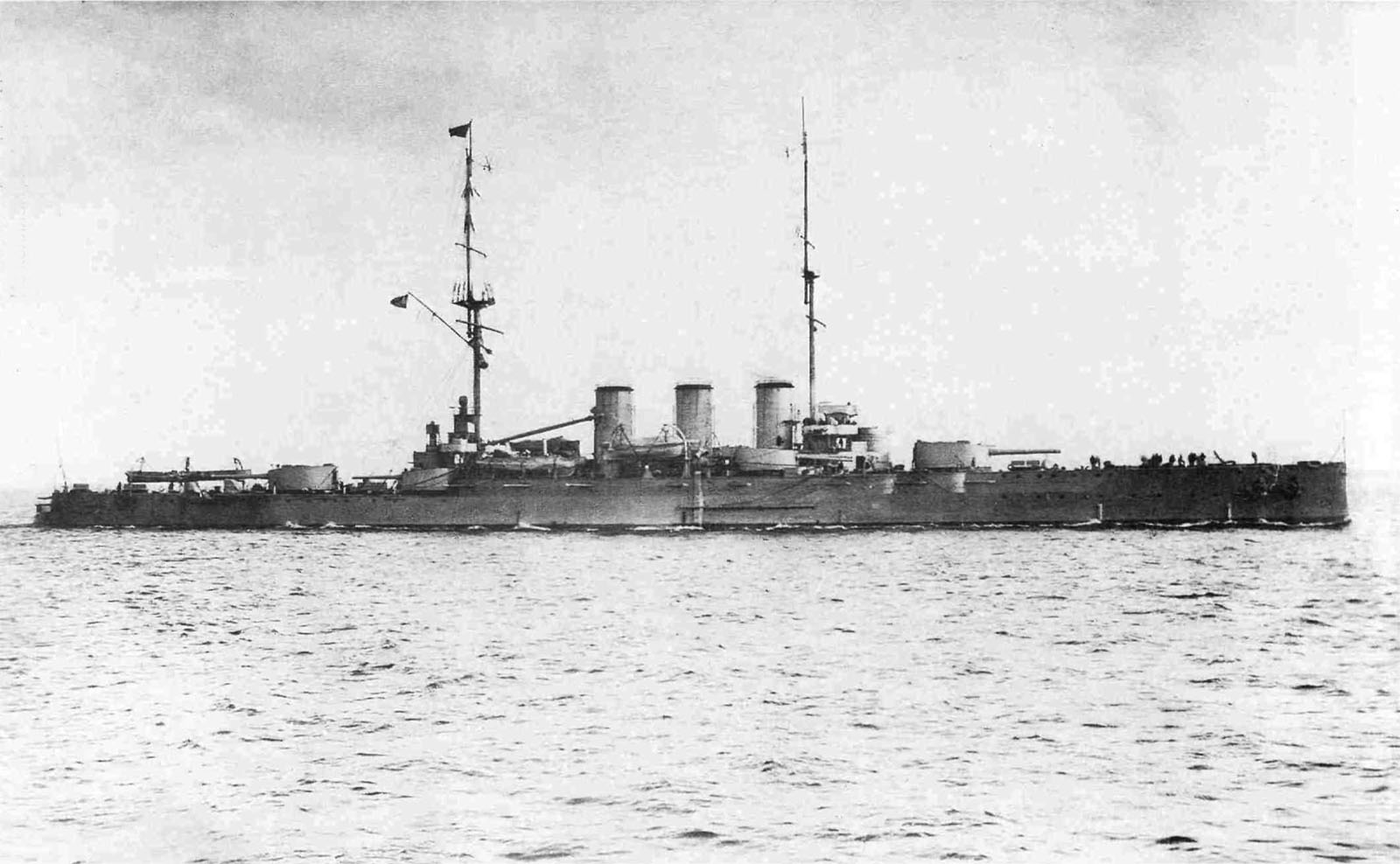
1914年から1915年頃にフィンランド・ラプヴィクにて右舷より撮影されたリューリク。

エッセン艦隊司令官は、ドイツ艦隊の行動に反撃を加えるため戦力の増強に力を傾注した。かねてから考えられていたように、「最初の襲撃は月のない夜にドイツ人へ仕掛ける」ことになった。1914年9月14日から16日 にかけて、エッセン提督はリューリクを旗艦に、パルラーダとともにドイツ方への襲撃作戦を実行した。バルト艦隊における巡洋艦作戦本格化の始まりである。ドイツの東部島嶼部哨戒線を撃滅するため、エッセン提督は個人的に巡洋艦隊を召集した。9月14日午前8時、旗艦リューリクは南のボーンホルム島を目指してフィンランド・ラプヴィクから出港した。
同日午前11時近く、リューリクにパルラーダとバヤーンが合流した。しかし、バヤーンは湾入り口にて哨戒任務に残るよう命じられたため、やがて出撃部隊から離脱した。ボーンホルム島への遠征は、極めて困難な条件下で行われた。11 バールの強烈な時化と、それによる視界不良が航行を妨げた。航行速度はせいぜい3 - 4 knにしかならず、船体は大きく振動して会敵の際に正確な砲撃ができるとは思えなかった。ロシア艦隊は2 昼夜航行を続けたが、その間ドイツの哨戒部隊は発見できなかった。9月16日夕刻には、リューリクとパルラーダはロシア領海に戻ってエレ島に投錨した。

### 1914年11月の機雷敷設作戦
11月4日から9日 にかけてリバーヴァ外港の閉塞とリバーヴァへの砲撃が行われたが、これに対し旗艦リューリク、第1予備巡洋艦戦隊から抽出されたボガトィーリとオレーク、それに機雷敷設艦アムールからなる特務分遣隊が、シュトルペ砂洲への機雷敷設任務のためレーヴェリ停泊地から出航した。リューリクには、艦隊司令部長官の旗が翻った。
11月30日には、スパイの報告によってメーメル出口に潜水母艦と潜水艦が停泊していることが明らかになった。ダンツィヒでは、2 隻の巡洋艦と14 隻の水雷艇、5 隻の潜水艦の停泊が報告され、潜水艦のうち2 隻は常時哨戒任務に就いていた。ロシアの潜水艦を妨害するため、ドイツ艦隊は浮きをつけた防潜網の設置を開始した。この日、リューリク、アドミラール・マカーロフ、バヤーンの3 隻は敵艦隊の行動を妨害するため、機雷敷設作戦に出撃した。

### 1914年12月の機雷敷設作戦

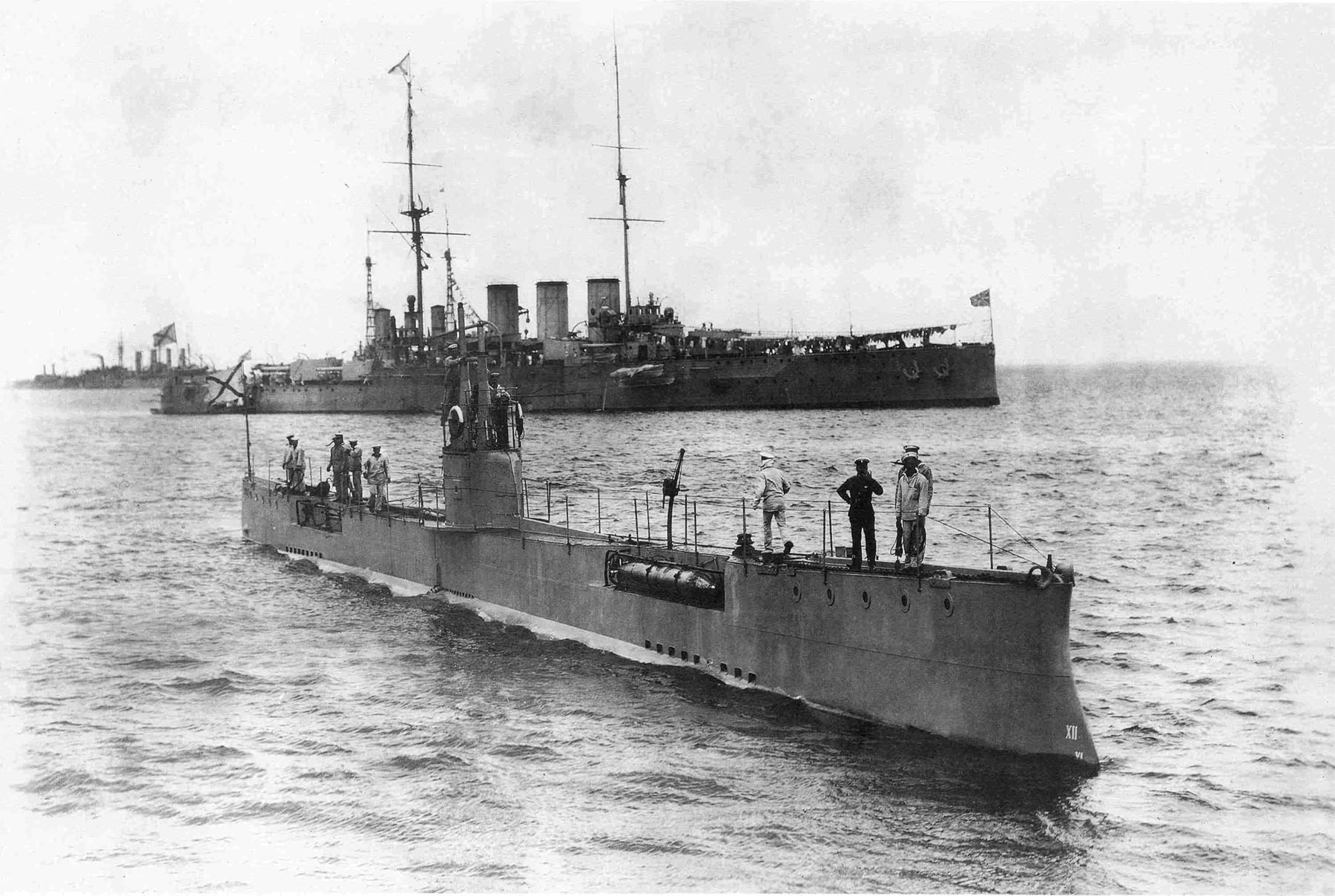
1913年に撮影されたリューリクと潜水艦アクーラ。

ロシア艦隊は慎重に機雷敷設作戦の準備を行い、ようやく12月1日 になって出撃した。リューリクは作戦で120 個の機雷を敷設し、ボイラー不調で出撃を見送ったバヤーンのかわりに出撃したアドミラール・マカーロフは63 個の機雷を敷設した。翌2日 には、機雷敷設艦エニセイが240 個の機雷を敷設し、これをオレークとボガトィーリが護衛した。また、水中からはロシアの潜水艦アクーラとイギリスの潜水艦E1およびE2がこれを掩護した。
作戦遂行上、アドミラール・マカーロフとリューリクは分かれて機雷敷設を行った。この過程で、アドミラール・マカーロフはゴットランド島付近の危険な海域を認識することになったが、リューリクはこれを認識しなかった。このことから、翌年リューリクは同じ海域で座礁事故を起こすことになる。
この作戦で、ロシア艦隊はダンツィヒ湾までの海域に433 個の機雷瀬を設置することに成功した。

### 新年の機雷敷設作戦
1914年12月31日 には、第1巡洋艦戦隊のリューリク、アドミラール・マカーロフ、バヤーンは機雷敷設を行う第2巡洋艦戦隊 の巡洋艦オレーク、ボガトィーリを護衛し、ボーンホルム島に向けて出撃した。同時期、第2巡洋艦戦隊旗艦の装甲巡洋艦ロシアはキール湾からメクレンブルク湾にかけてのドイツ航路への機雷敷設任務を遂行したが、1915年1月1日 には、オーボ多島海から500 海里近くの航路でロシアはドイツの哨戒線に接近した。リューリク、アドミラール・マカーロフ、バヤーンの3 隻はこれを掩護し、ロシアから15 海里後ろに続いた。

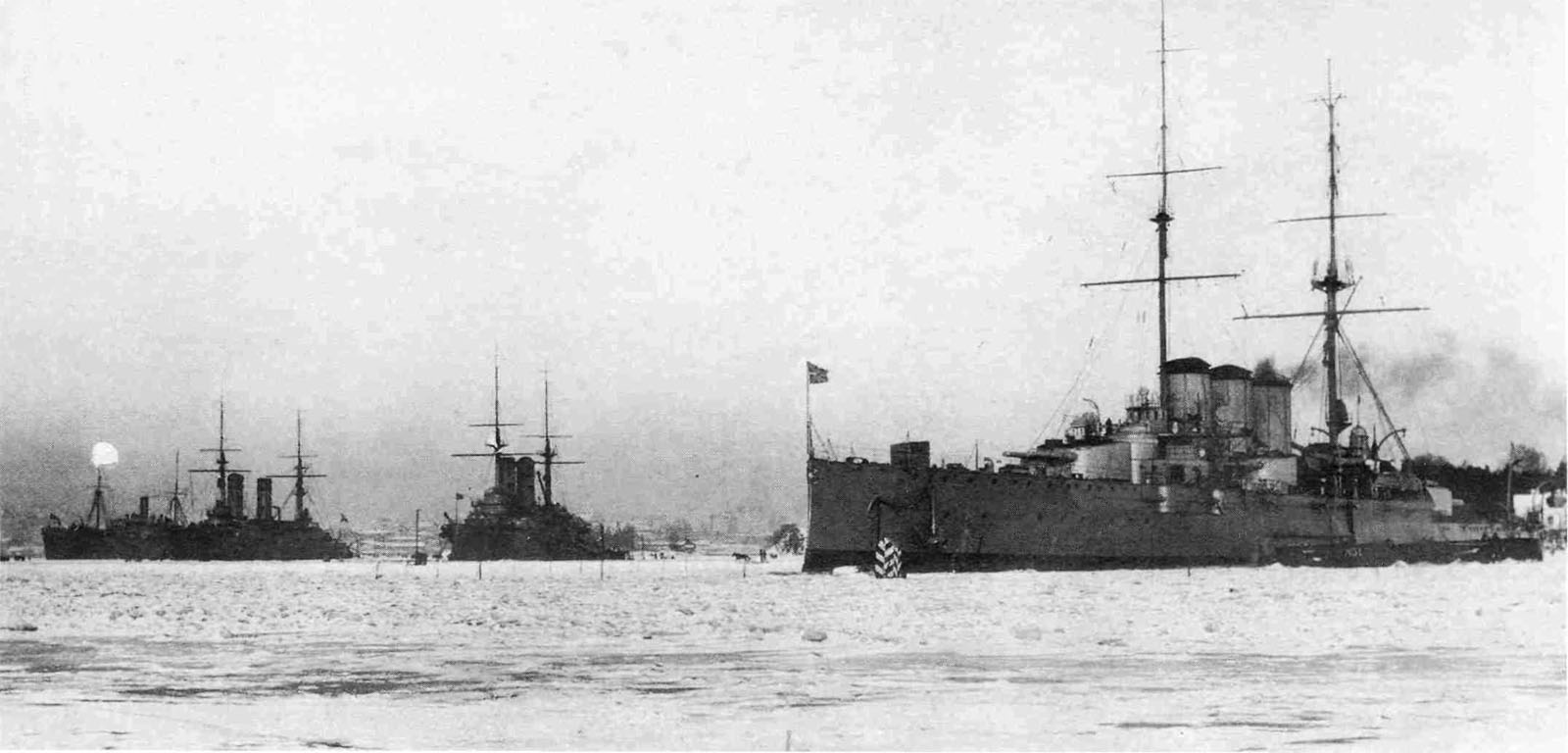
1914年から1915年にかけての冬、氷に閉ざされたゲリシンクフォールス泊地に停泊するリューリクと戦列艦戦隊。

ロシアは、ボーンホルム島を越えてリューゲン島・アルコナ岬北方へ向かって10 海里に渡って100 個の機雷を敷設した。さらに、機雷敷設を隠すために、海域調査を妨害するための偽の潜水艦の潜望鏡を投下した。ボーンホルム島東方において、ロシアは同海域にてさらに100 個ずつの機雷を敷設したボガトィーリとオレークと合流した。11日後、これらの機雷を発見できなかったドイツの小型巡洋艦アウクスブルクとガツェレが触雷し、損傷を負った。特に、後者の受けた損傷は重大で、ガツェレはその後二度と現役に復帰することはできなかった。
この作戦では、併せて196 個の機雷がアルコナ岬に、100 個の機雷がキール湾に敷設された。

### 最初の損傷
1915年1月30日 には、リューリクはより大規模な機雷敷設作戦のため、敷設部隊を護衛してダンツィヒ湾へ向けて出撃した。今回は護衛のアドミラール・マカーロフにも100 個の機雷を搭載し、各々100 個の機雷を搭載したオレークとボガトィーリ、それに140 個の機雷を搭載した艦隊水雷艇ポグラニーチュニク、シビールスキイ・ストレローク、ゲネラール・コンドラチェーンコ、オホートニクからなる特務半小艦隊と艦隊水雷艇ノヴィークがそれに続いた。
航路は深い霧に閉ざされていたが、リューリクに先導された分遣隊はその状況下では許容度を越えるほどの高速である16 knで進んでいた。それも、以前のアドミラール・マカーロフの経験を生かさず、測鉛による測深なしに航行していた。
この海域の危険を認識していたアドミラール・マカーロフでは、先を行くリューリクの行動の奇妙さを恐らくは大きな驚きをもって見ていた。1907年に近くの海域で発生した皇室ヨット・シュタンダールトの事故が思い出された。この艦もまた、海図に載っていない水面下の岩礁に乗り上げ、すんでのところで沈没を免れたのであった。
2月1日 午前4時近く、フォリョ燈台 沖を航行していたリューリクは、悪天候による視界不良もあり、計算ミスから16 knの速度で艦底を水面下の岩へぶつける座礁事故を起こした。これによって作戦は中止となり、分遣隊は5 knの速度で濃霧の中フィンランド湾まで引き返した。リューリクの艦内には2400 tの海水が流れ込んだが、2月2日 夕刻には自力でレーヴェリまで辿りついた。同日、ドイツの艦隊は出撃していて洋上にあったが、今度は霧が幸いして敵に発見されずに済んだ。この事故のため、リューリクはクロンシュタットにて船渠入りして修理を受けることになった。
作戦中止により、2月16日 までに特務半小艦隊が140 個の機雷をタンツィヒ湾に敷設したに留まった。

### ゴットランド島沖海戦

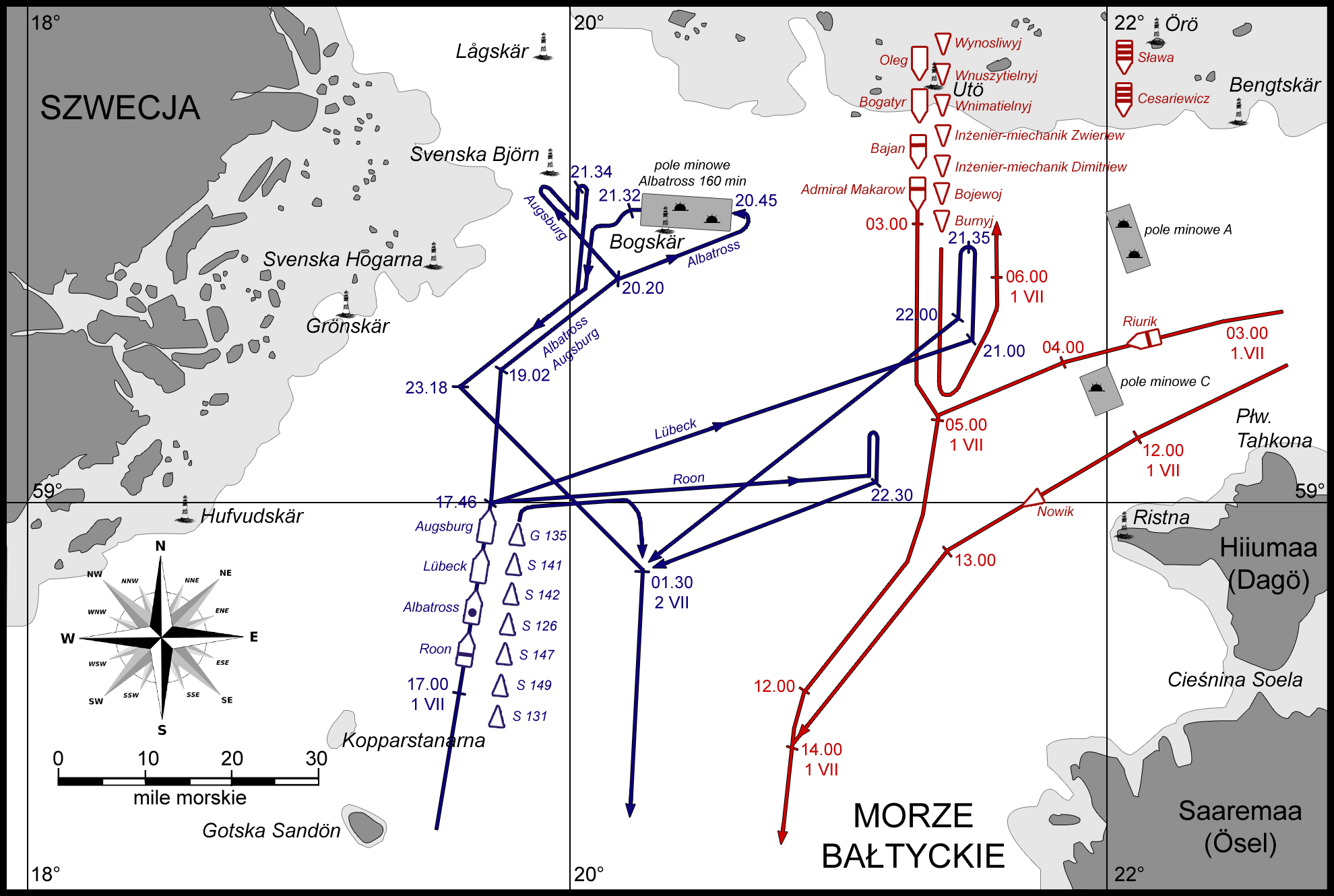
海戦前の両軍の動向。ポーランド語でRiurikと書かれているのがリューリク。

1915年5月7日 にエッセン提督が病を得て急逝したため、5月14日 付けでV・A・カーニン海軍中将がバルト艦隊司令官に任官した。カーニン司令官は、フィンランド湾やオーボ＝オーランド海域、ムフ海峡、それにリガ湾の防備を固めるため、沿岸砲台と要塞を整備するとともに海上の機雷封鎖を強化する方針を採った。
しかし、ドイツ人はロシア人が思っていたよりずっと賢かった。彼らは、ロシアが出てくる前にロシアの海域へ「プレゼント」を贈ることにした。すなわち、160 個の機雷を搭載した機雷巡洋艦アルバトロスを出撃させたのである。
6月19日、ロシア艦隊はメーメル砲撃と敵艦隊撃滅のため出撃した。バーヒレフ海軍少将がリューリクへ乗艦し、第1巡洋艦戦隊のアドミラール・マカーロフ、バヤーン、リューリク直衛の艦隊水雷艇ノヴィーク、第6艦隊水雷艇隊のトゥルクメーネツ＝スタヴロポーリスキイ、カザーネツ、ストラーシュヌイ、ステレグーシチイ、ザバイカーレツ、ウクライナ、ヴォイスコヴォーイ、加えて後衛の戦列艦スラヴァとスラヴァ、巡洋艦ボガトィーリとオレーク、第7艦隊水雷艇隊のブジーテリヌイ、ボエヴォーイ、ブールヌイ、インジェネール＝メハニーク・ドミートリエフ、インジェネール＝メハニーク・ズヴェーレフ、ヴニマーテリヌイ、ヴヌシーテリヌイ、ヴィノスリーヴイ が作戦に携わった。さらに、各海域に潜水艦が配置された。この海域に展開した潜水艦は、イギリスのE9、ロシアの潜水艦マクレーリとオークニであった。しかし、霧の発生という悪天候のため、第6艦隊水雷艇隊は出撃を見送った。
霧のため、ロシア艦隊はドイツ艦隊と行き違いになり、敵を発見できなかった。これが、新司令官にとって最初の誤算となった。艦隊水雷艇による哨戒線が展開されていれば、ドイツ艦隊がメーメルに向かうロシア艦隊の背後でフィンランド湾へ侵入する前にそれらを発見することができたであろう。
20日 深夜、ロシアの第1巡洋艦戦隊は、無線傍受によってドイツの機雷敷設部隊を発見し、これを追撃した。ドイツ艦隊は、機雷巡洋艦アルバトロスとその護衛の大型巡洋艦ローン、小型巡洋艦アウクスブルクとリューベックおよび4 隻の大型水雷艇に3 隻の航洋水雷艇からなっていた。旗艦アウクスブルクは、ローンとリューベックにロシア艦隊の迎撃を命じて南方へ撤退を開始した。
ロシア艦隊は限られた好機を生かすことができず、またロシアの巡洋艦隊は戦前には華麗な砲術を披露していたのに、この海戦での砲撃は対馬海戦 のZ・P・ロジェストヴェーンスキイ艦隊並みの水準になった。アドミラール・マカーロフ、バヤーン、オレーク、ボガトィーリの持てる半分の弾薬を消費して辛うじてアルバトロスを座礁へ追い込むことができた。ボガトィーリとオレークの攻撃を受けたアルバトロスは、撃沈を防ぐため自ら中立国のスウェーデン沿岸部へ船体を乗り上げたのである。

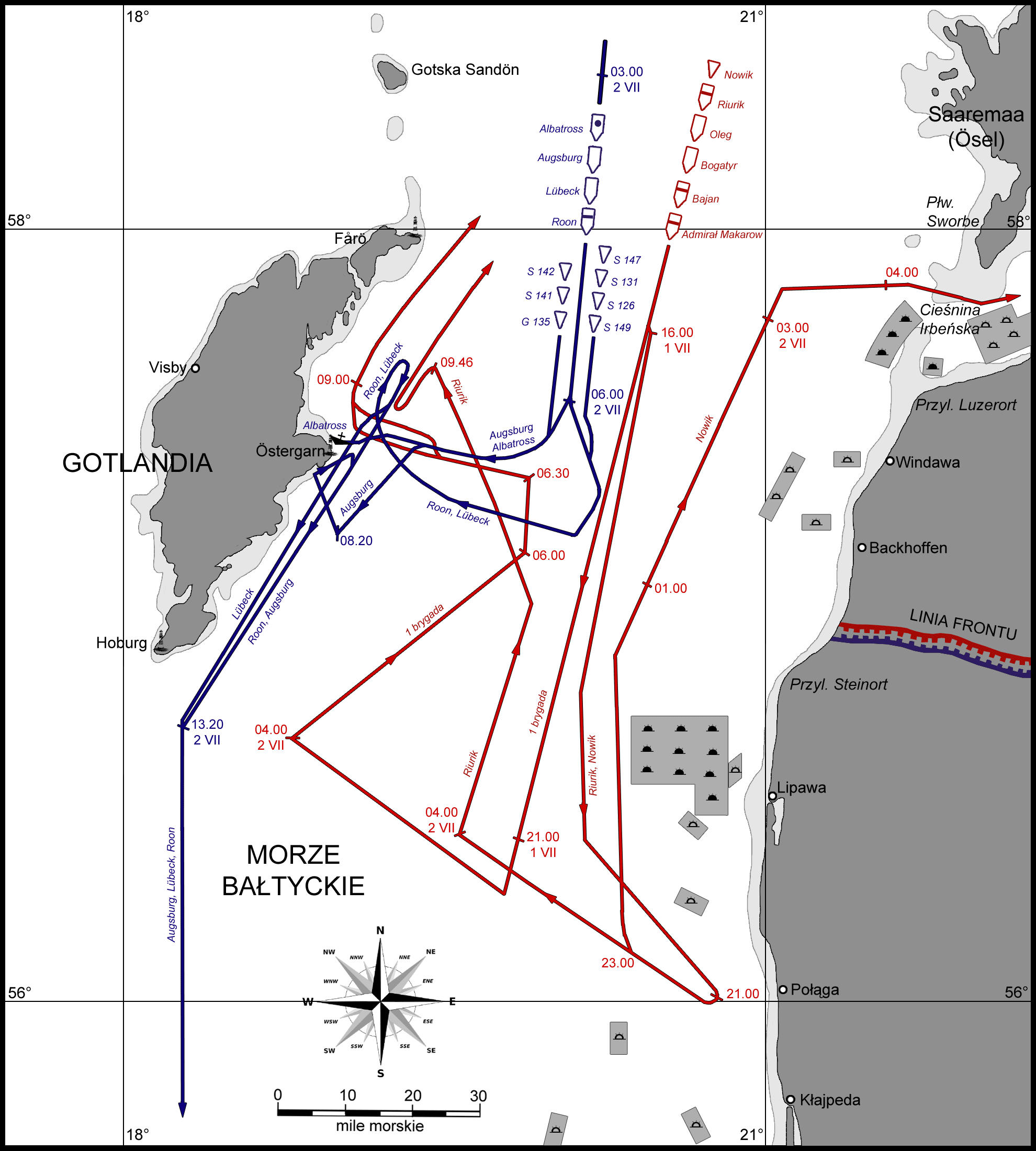
6月20日（7月2日）の海戦の図。

一方、最初の海戦が行われていた頃、リューリクは随伴する艦隊水雷艇ノヴィークとともに一晩中、連れの艦隊を見失って付近を探し回っていた。19日のうちにノヴィークは引き上げてしまったため、リューリクは単独で先行する第1巡洋艦戦隊を単独で追う形となった。
第1巡洋艦戦隊はフィンランド湾へ引き返す頃合を見つつなおもドイツ艦隊への追撃を止めなかったが、ローンとリューベック、2 隻の大型水雷艇と2 隻の航洋水雷艇からなるドイツ艦隊は、救援を求めつつこれを迎撃した。そして、ドイツ艦隊ははるかに強力なロシアの巡洋艦隊の追撃を交わすことに成功した。様々な不利な条件が重なったとはいえ、ロシア艦隊はまったくの不首尾を演ずることとなった。このふたつの戦闘は、のちに長年にわたって多くの軍人や研究家から批判される材料となった。
第2の戦闘において、リューリクはローンとのあいだで一騎討ちとなった。リューリクはあらゆる性能においてローンを凌駕しておりその勝利は確実であり、砲撃によってローンへ命中弾を与えたが、付近に潜水艦の潜望鏡が発見されたため已む無く戦場から撤収した。このため、ローンは辛くも無傷にて残った。リューリクがローンとの対決で粘り強さを発揮せず、最初の勝利を手にしなかったことについては、後世から低く評価されている。救援に駆けつけた大型巡洋艦プリンツ・アーダルベルトとプリンツ・ハインリヒは戦闘に間に合わず、なおかつプリンツ・アーダルベルトはイギリスの潜水艦E9による雷撃を受けて大破した。

### 大戦後半
ボスポラスの海戦で旧式の戦列艦パンテレイモンが弩級巡洋戦艦ヤウズ・スルタン・セリムとの砲撃戦で勝利を収めたように、リューリクもその個艦優秀を生かしバルト海にて敵艦に勝利を収める可能性はあったが、結局それは実現しなかった。リューリクは本腰を入れて味方の巡洋艦隊を支援しなかったし、多くの場合において事実上失敗と言える戦い方をした。
1915年7月18日 には、第1巡洋艦戦隊の巡洋艦と水雷分艦隊ともにリューリクは戦列艦スラヴァのリガ湾回航を護衛し、危険なイルベ海峡を通過した。
1915年10月28日から10月30日 にかけては、リューリクは戦列艦ペトロパヴロフスクおよびガングート、6 隻からなる第6艦隊水雷艇隊、潜水艦ゲパールト、バールス、3 隻のイギリスE級潜水艦とともに巡洋艦アドミラール・マカーロフ、バヤーン、オレークからなる機雷敷設部隊を掩護した。機雷敷設部隊は、560 個の機雷をゴットランド島南方海域に敷設した。

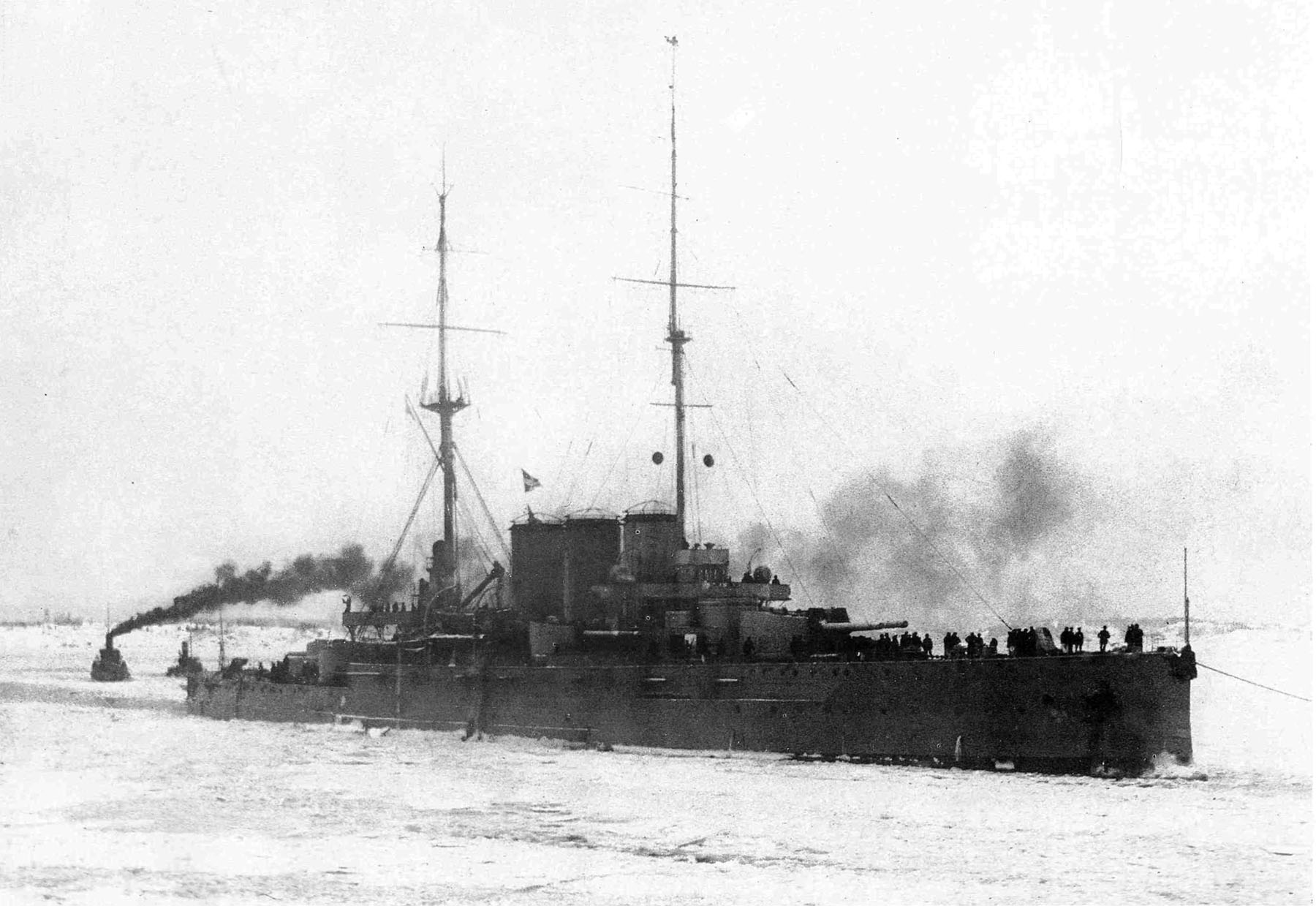
1915年末、氷の中のリューリク。

1915年11月22日から25日 にかけては、リューリク、アドミラール・マカーロフ、バヤーン、ボガトィーリ、オレークからなる第1巡洋艦船体は、戦列艦ペトロパヴロフスク、ガングート、艦隊水雷艇ノヴィーク、および第6艦隊水雷艇隊の掩護の下、ゴットランド島南東海域に700 個の機雷を敷設した。この機雷原にて、12月31日 にドイツの小型巡洋艦リューベックが触雷し、損傷を負った。
1916年にはオーバーホールを受け、主要機関および補助機関を換装し、ボイラーを交換した。加えて前檣と前檣望楼を設置し、操艦用艦橋の儀装を換装した。また、航空機の発達に合わせて艦上に高角砲が設置された。
1916年5月28日から6月1日 にかけては、リューリク、ボガトィーリ、オレーク、第6艦隊水雷艇隊のステレグーシチイ、ストラーシュヌイ、ウクライナ、ヴォイスコヴォーイ、ザバイカーレツ、トゥルクメーネツ＝スタヴロポーリスキイ、カザーネツ、ドンスコーイ・カザーク、第7艦隊水雷艇隊のヴヌシーテリヌイ、ヴニマーテリヌイ、ボエヴォーイ、インジェネール＝メハニーク・ドミートリエフ、ブールヌイ、インジェネール＝メハニーク・ズヴェーレフからなる特務分遣隊は、イギリスの潜水艦E9およびE19およびロシアの潜水艦チーグル、ヴェープリ、ヴォールクの掩護の下、ドイツの護送船団をノーショーピング湾にて強襲した。40 分にわたる戦闘によって、ドイツの仮装巡洋艦ヘルマン と2 隻の武装トロール船、4 隻の輸送船が沈められた。
11月6日、ゴーグラント島南方海域において、リューリクはA・K・ネボリシーン海軍少将の将官旗を掲げた旗艦アンドレイ・ペルヴォズヴァーンヌイと、最後尾の巡洋艦バヤーンとのあいだを進んでいた。旗艦からの指令に従い左舷へ舵を切ったリューリクは、ドイツ軍の敷設した機雷に触れて強い爆発に見舞われた。損傷を受けたものの、自力でクロンシュタットへ帰還した。そして、そこで翌年まで2ヶ月にわたる修繕工事を受けた。この工事の際に、前檣は単檣式であったものから三脚式に変更され、中程に見張り所が設置された。小火器は、高角砲として使用されるヴィッカース式40 mm自動砲1 門と2 門の47 mm砲、それに2 挺の7.62 mm機銃だけに削減された。また、1916年12月18日までに、機関を蒸気タービンに換装する改修計画がV・Ya・ドルコレーンコ技師を中心にまとめられた。その他、多くの改修計画が作成され、それらはすべて技術参謀や建艦総局技術部、それに新しいバルト艦隊司令官A・I・ネペニーン海軍中将の認可を受けた。それらを施工するため、リューリクはレーヴェリへ回航されることになった。1917年1月の時点でリューリクに対し1918年から1919年の越冬時期にオーバーホールを施工する計画となっていた。
1917年1月17日、作業に取り掛かるためリューリクではレーヴェリへの回航準備が開始された。フィンランド湾が厚い氷に閉ざされていることを考慮し、回航は単独ではなく、砕氷船イェルマークとツァーリ・ミハイル・フョードロヴィチを随伴させることになった。回航は第1巡洋艦戦隊長のV・K・ピールキン海軍少将の指揮の下、行われた。1月28日、3 昼夜の航海ののちリューリクは無事にレーヴェリに到着した。2月6日には、艦長のA・M・プィーシュノフ海軍大佐が海軍少将に昇進して第2巡洋艦戦隊長に異動し、その後任として艦隊水雷艇ポグラニーチュニクとイジャスラフの艦長を歴任したV・I・ルードネフ海軍大佐が任官した。

### 革命

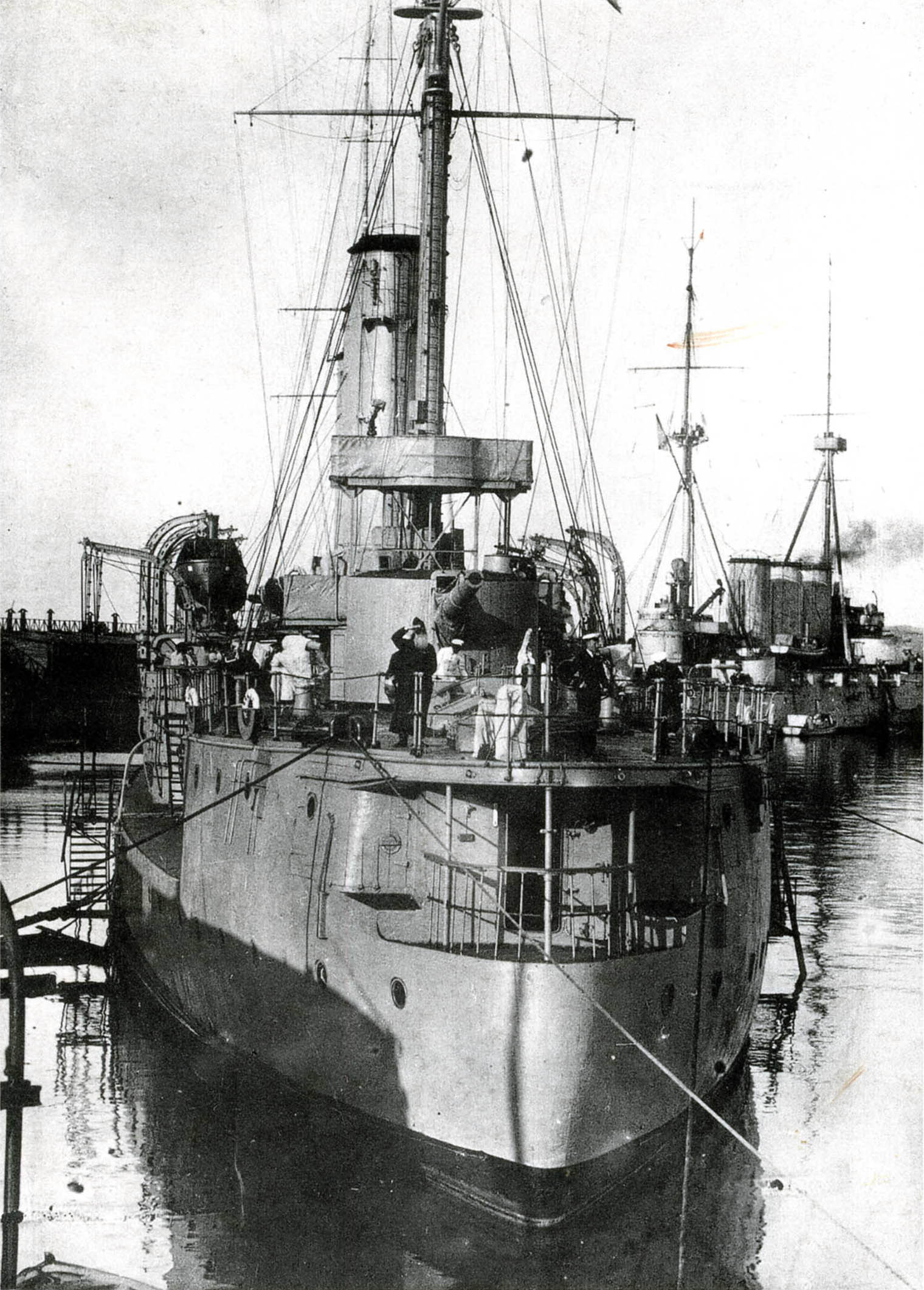
1917年夏、臨時政府の旗の下、レーヴェリに停泊するバヤーン（手前）とリューリク（奥、3 本煙突）。リューリクの後檣にアンドレイ旗が掲げられており、バヤーンの艦尾甲板では司祭が手を翳している。

1917年には二月革命に参加、臨時政府の管轄に入った。臨時政府が戦争続行政策をとったため、リューリクは引き続き前線へ投入されることとなった。しかし、この年の夏にはコルニーロフ事件の影響で艦隊には混乱が生じ、これに乗じてボリシェヴィキは艦隊の取り込みを強化した。これを受けて、艦隊各艦の水兵のあいだでは艦をソヴィエト権力に委ねるべきだとする意見が強まった。8月29日には、戦列艦アンドレイ・ペルヴォズヴァーンヌイ、巡洋艦リューリク、アドミラール・マカーロフ、オレーク、ボガトィーリ、ジアーナの代表が連名でバルト艦隊中央委員会（ツェントロバルト）への帰順に署名した。一方、9月1日にロシア共和国が成立すると、政府は正式に共和国海軍への編入を宣言した。
ボリシェヴィキの起こした十月革命により、1917年10月25日 には、赤色バルト艦隊に編入された。1917年から1918年にかけての冬を、リューリクはレーヴェリにて過ごした。1918年1月29日 に労農赤色海軍が創設されると、そのバルト海海軍に編入された。
しかし、2月18日にはドイツ軍の進撃が開始され、レーヴェリにはドイツ軍とエストニア軍が迫った。レーヴェリにあった第1巡洋艦戦隊はすぐさま撤収を余儀なくされ、レーヴェリからゲリシンクフォールスへ疎開した2月24日18時00分、リューリク、バヤーン、オレーク、ボガトィーリの4 隻は港を後にした。アドミラール・マカーロフは港に留まり、巡洋艦隊と輸送船団を守るため、殿を務めることになっていた。2月25日午前10時00分には敵航空機が出現し、リューリクとバヤーンが対空砲火を浴びせた。最初の航空機は偵察機で、それに続いて爆撃機が飛来し爆弾を投下した。投下された2 発のうち1 発が、バヤーンの艦尾に命中した。この日の15時近くになって、砕氷船イェルマークに先導された船団が出航を開始した。この年の冬は厳しく、海面を覆う氷は常にもまして厚かった。洋上に出るとバヤーンがイェルマークから船団の先頭を交替し、その後リューリクに交替した。23時45分には船団は強固な氷に行く手を遮られ、遅れてくる砕氷船を待たなければならなかった。2月26日午前2時00分にはイェルマークが到着し、氷を突き崩し始めた。同日朝までに、通路が開かれた。しかし、その通路を通過しようとしたバヤーンの舷側に、これに続く練習艦ピョートル・ヴェリーキイが氷によって押し付けられ、両艦は氷の中で立ち往生してしまった。両艦を曳航するため、イェルマークの到着を再び待つことになった。12時00分には、ゲリシンクフォールスより砕氷船ヴォルィーネツ が到着し、船団の進行を助けた。しかしながら、北よりの風が氷の厚みをさらに増し、船団の進行は遅々たるものとなった。2月27日には、ようやくゲリシンクフォールスの海軍主要基地停泊地へ到着した。

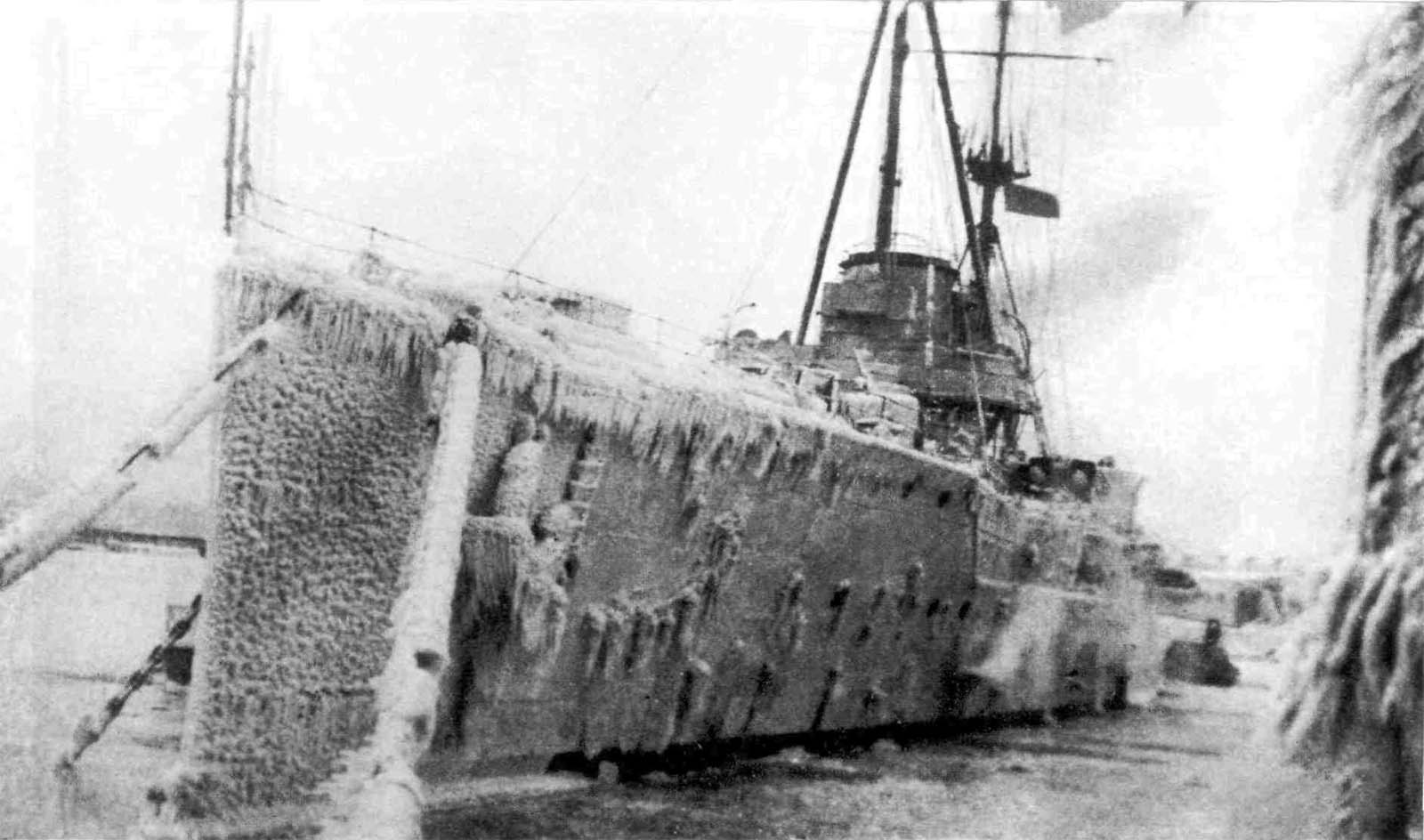
1918年4月12日、クロンシュタットに停泊するリューリク。氷洋巡航を終えたあとの姿で、艦は雪氷に覆われている。

3月3日にブレスト＝リトフスク条約が締結されると、A・M・シチャースヌイ・バルト海海軍長官の指揮下、ドイツ帝国による接収を防ぐための「バルト艦隊の氷洋巡航」が実施されることとなった。リューリクは、第2戦列艦戦隊の各艦と巡洋艦アドミラール・マカーロフおよびボガトィーリとともに、イェルマークとヴォルィーネツを連れて3月12日、ゲリシンクフォールスからクロンシュタットに向けて出航した。3月17日にはクロンシュタットへ到着した。
ところが、第2の船団は第1の船団のようにはいかなかった。4月4日、ゲリシンクフォールスより戦列艦レスプーブリカ、アンドレイ・ペルヴォズヴァーンヌイ、巡洋艦オレーク、バヤーン、潜水艦トゥール、チーグル、ルィーシからなる船団が出発したが、第1の船団と違い、今回は非力な港湾砕氷船シラーチとゴーロト・レーヴェリしか砕氷船を連れていなかった。そのため、船団の航海は困難に遭遇し、やがて立ち往生した。4月6日にはバヤーンが氷に閉じ込められ、それを救援しようとした戦列艦アンドレイ・ペルヴォズヴァーンヌイと砕氷船も氷の中で立ち往生してしまった。これらを救難するため、クロンシュタットからイェルマークが派遣されることになったが、リューリクがその護衛を務めることとなった。4月8日、リューリクに伴われたイェルマークはクロンシュタットを出港し、遭難艦船を救出した。

### 最後の日々
この氷上巡航が、リューリクと第1巡洋艦戦隊が携わった最後の軍事作戦となった。1918年3月16日付けの第292号指令により、連合艦隊は巡洋艦戦隊に改称された。その後、艦の現役復帰は実現しなかった。機械の消耗と乗員編成の不足は深刻で、この艦隊最強の巡洋艦は二度とその戦闘能力を取り戻すことができなかった。1918年10月には、リューリクはクロンシュタット中港にて保管状態に入れられた。1919年3月には、完全に解隊された。戦隊のうち、アドミラール・マカーロフ、バヤーン、オレークはペトログラードへ送られ、リューリクはボガトィーリとともにクロンシュタットに残された。
一方、フィンランド湾ではまだイギリス・エストニア艦隊との戦闘が続けられていた。リューリクは完全に活動できない状況であったにも拘らず、イギリスはこの艦を攻撃目標と看做していた。1919年8月18日に実施されたイギリス魚雷艇によるクロンシュタット港襲撃時に獲得された文書によれば、魚雷艇隊は戦列艦ペトロパヴロフスク、アンドレイ・ペルヴォズヴァーンヌイ、潜水母艦パーミャチ・アゾーヴァ、巡洋艦アヴローラ（ジアーナ）、それに船渠と中港入り口のほぼ向かいに停泊していたリューリクが攻撃目標として指定されていた。実際の攻撃では、リューリクに向かった魚雷艇が機関の故障で退却したため、リューリクは事なきを得た。
全共和国海軍司令部の1921年5月21日付けの決定により、リューリクはクロンシュタットにあったほかの戦列艦・巡洋艦群とともに、クロンシュタット軍港にて長期保管に入れられることとなった。艦からは最も価値のある装置から順に取り外され、機関やボイラーは保管状態に入れられた。

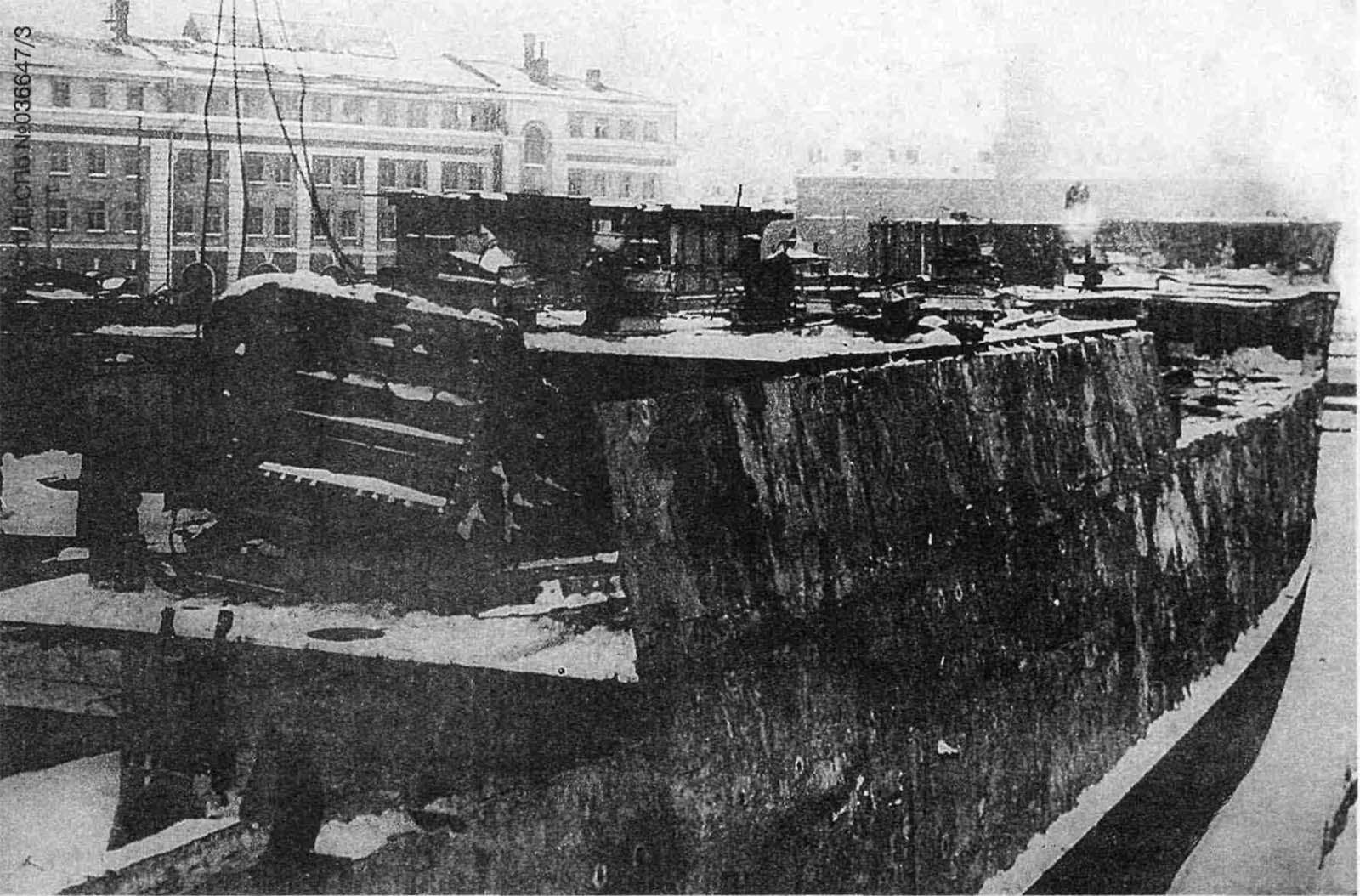
1925年3月、アンドレ・マルティ記念造船工場の艤装岸壁にて解体されるリューリク。

ロシア内戦では、17 門の120 mm砲がリューリクから撤去されて北ドヴィナ小艦隊やヴォルガ小艦隊、オネガ小艦隊の艦艇や装甲列車に提供された。1922年から1923年にかけて、主砲と中間砲が撤去された。撤去された8" 砲塔は、レニングラード周辺のクロンシュタット要塞の強化に提供された。その内、「灰色の馬」砲台、「オーブルチェフ」海上要塞、「トトレーチェフ」要塞 にリューリクの8" 砲塔が設置された。ここにおいて、リューリクの8" 砲は大祖国戦争中のレニングラード包囲戦に参加した。
一方、2 基の10" 砲塔も「オーブルチェフ」要塞に設置される決定が下された。しかしながら、予算不足でこの計画は延期され、1923年10月には砲塔と砲は長期保管に入れられた。
1924年11月1日付けでバルト海海軍を退役した。練習艦に改装する計画もあったが実現せず、その後、船体は1925年にかけて、レニングラードのアンドレ・マルティ記念造船工場の艤装岸壁にて解体された。
1932年1月17日、「ボリシェヴィーク」工場は50口径10" 砲改修の承認を得ようと海軍兵器局（UVMS）へ諮った。この計画では、ドゥルリャヘル式45口径10" 沿岸砲砲架を設置する予定であった。しかしながら、この計画は認可されなかった。
ふたつの世界大戦を生き延びたリューリクの8" 砲は、第二次世界大戦後に要塞が解体されるまで使用された。1950年代中頃、砲は撤去され、溶解された。

## 艦長
| 代 | 氏名                 | 在任期間               | 出身校・期                    | 前職                       | 後職                      | 備考                                     |
| -- | -------------------- | ---------------------- | ----------------------------- | -------------------------- | ------------------------- | ---------------------------------------- |
| 1  | N・O・エッセン       | 1906/                  | 1886/ニコライ海軍アカデミー卒 | 海軍総司令部戦略部主任     | 水雷巡洋艦分遣隊指揮官    | のちバルト艦隊司令官                     |
| 2  | K・V・ステツェーンコ | 1906/-1908/            | 1896/ニコライ海軍アカデミー卒 | ウラジオストク港指揮官     | 連合分遣隊長司令部長官    |                                          |
| 3  | A・P・ウグリューモフ | 1908/-1910/            | 1902/ニコライ海軍アカデミー卒 | 装甲巡洋艦パルラーダ艦長   | 海軍総司令部副長官        | のちアルハンゲリスク県・白海地区総司令官 |
| 4  | I・A・シュトールレ   | 1910/-1911/            | 1882/海軍学校卒               | 装甲巡洋艦バヤーン艦長     | 第1バルト海水雷分艦隊長   |                                          |
| 5  | M・K・バーヒレフ     | 1911/- 1914/12/24      | 1888/海軍学校卒               | バルト艦隊第5水雷艇隊長    | バルト艦隊第1巡洋艦戦隊長 | のちリガ湾海軍司令官                     |
| 6  | A・M・プィーシュノフ | 1914/12/24- 1917/02/08 | 1894/海軍幼年学校卒           | 装甲巡洋艦イズマイール艦長 | バルト艦隊第2巡洋艦戦隊長 |                                          |
| 7  | V・I・ルードネフ     | 1917/02/08- 1918/      | 1900/海軍幼年学校卒           | 艦隊水雷艇イジャスラフ艦長 |                           |                                          |

## ギャラリー

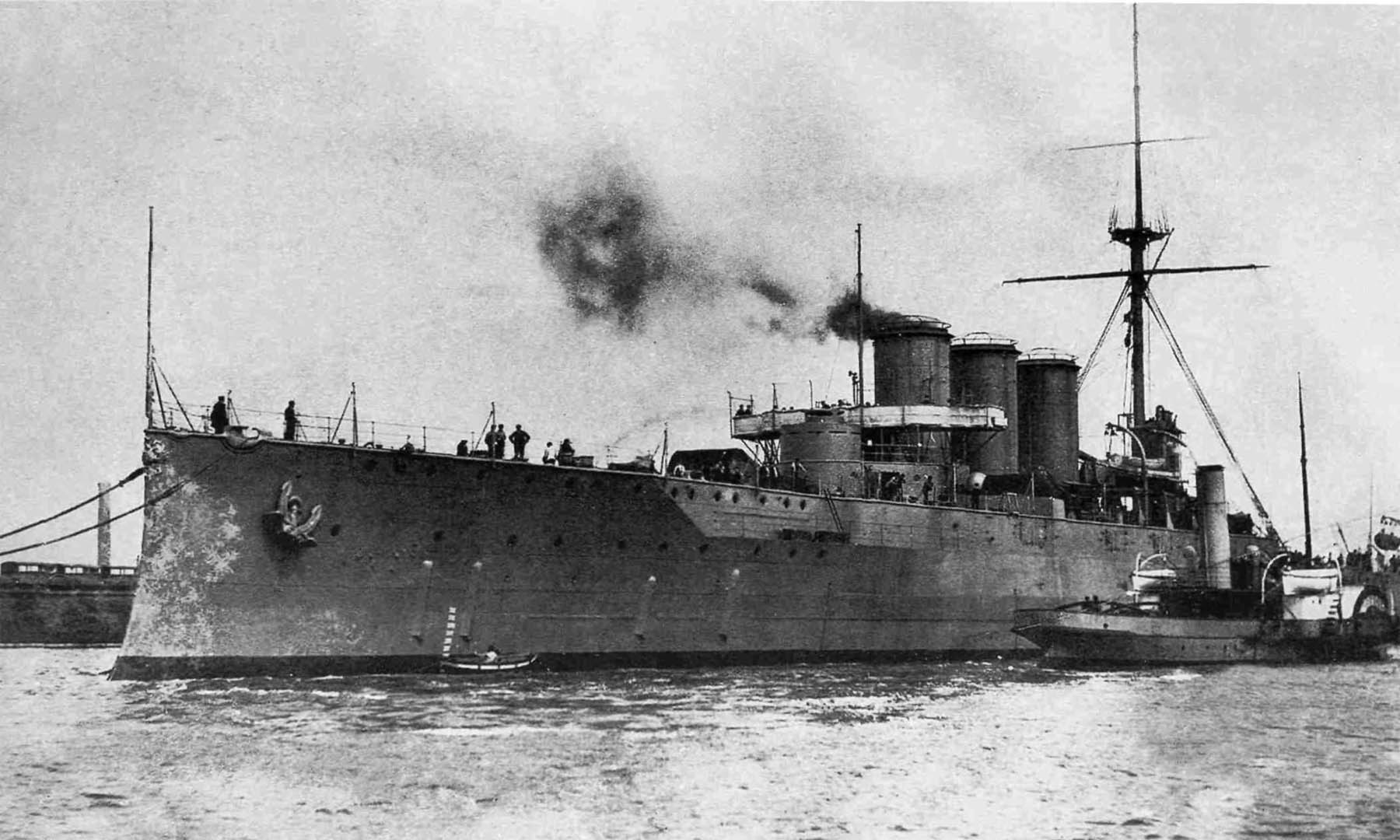
1907年、バロー＝イン＝ファーネスにて建造中のリューリク。まだ武装類が設置されていない。
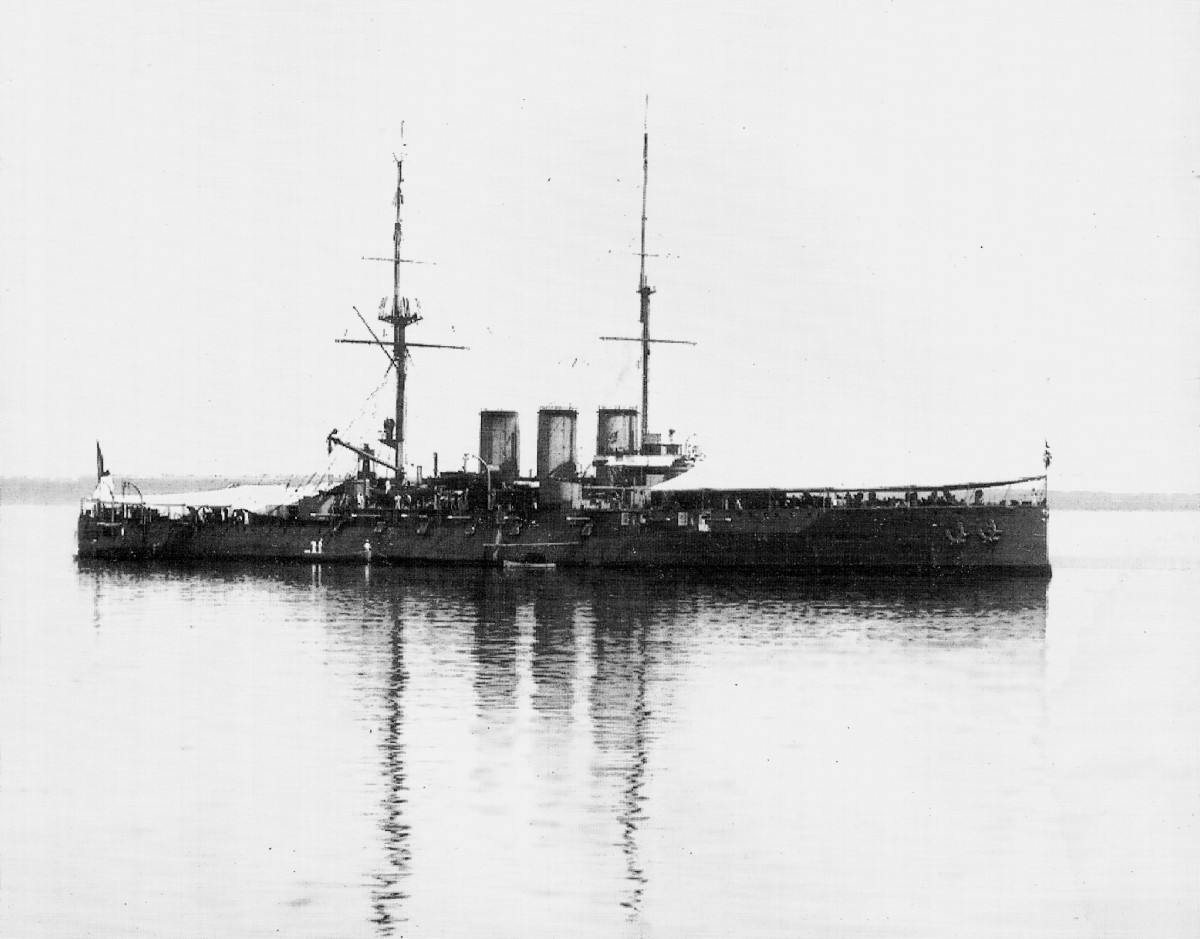
1910年代、レーヴェリ停泊地に停泊するリューリク。艦首甲板には天幕が張られている。
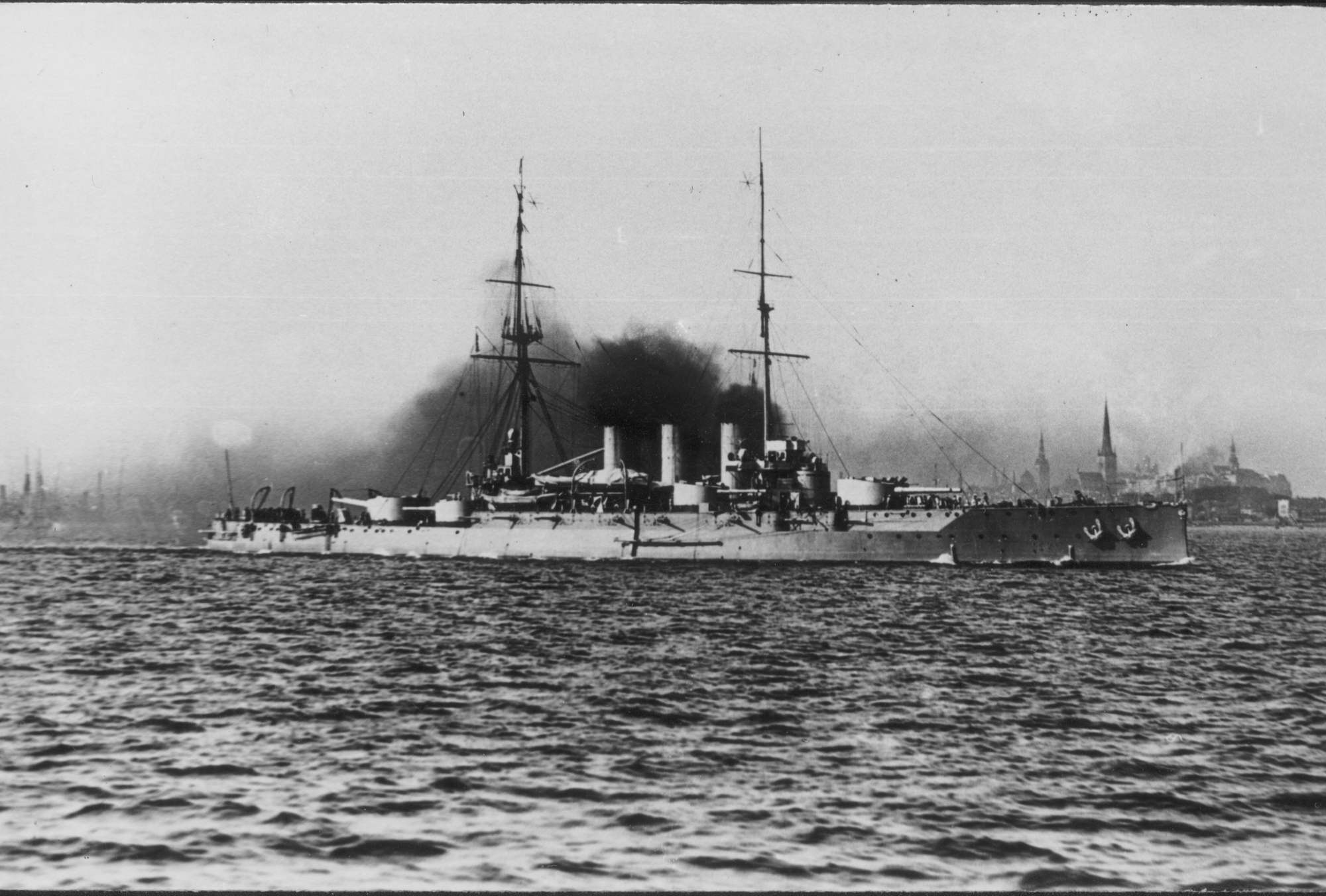
1913年、レーヴェリ停泊地におけるリューリク。